# Biografielijst Mo

## Mo'
- Keb Mo' (1951), Amerikaans bluesmuzikant

## Moa
- Magnus Moan (1983), Noors noordse combinatieskiër

## Mob
- David Mobärg (1999), Zweeds freestyleskiër
- Erik Mobärg (1997), Zweeds freestyleskiër
- Mobutu Sese Seko (1930-1997), president van Zaïre (thans Congo Kinshasa)
- Moby (1965), Amerikaans musicus

## Moc
- Henk Mochel (1932-2016), Nederlands televisiepresentator
- Nadia Mochnatska (1995), Oekraïens freestyleskiester
- Alois Mock (1934-2017), Oostenrijks politicus
- Albert Mockel (1866-1945), Belgisch dichter en literatuurcriticus

## Mod

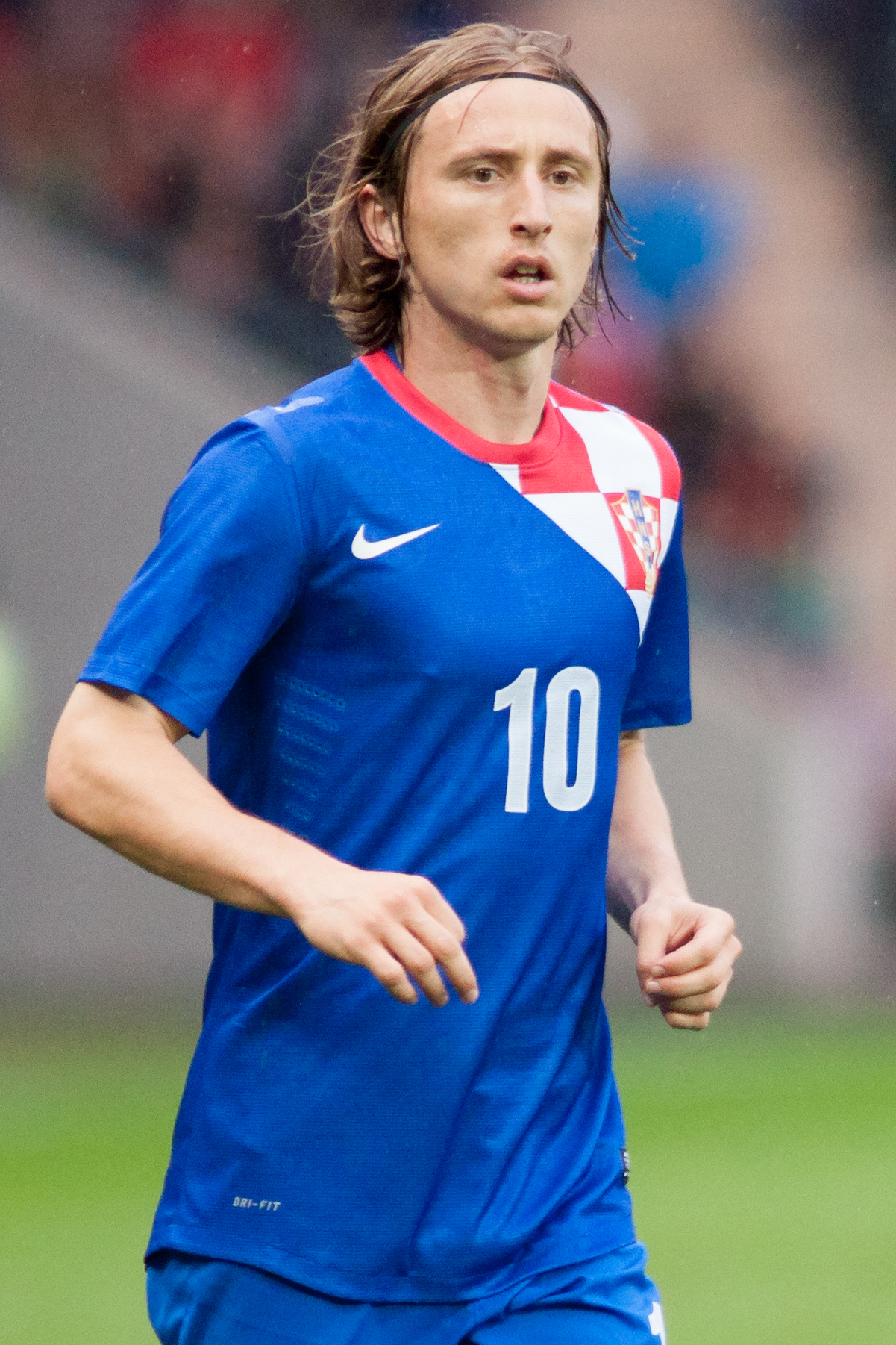
Luka Modrić

- Daan Modderman (1910-1991), Nederlands menner van vierspannen en televisiepersoonlijkheid
- Walter Model (1891-1945), Duits veldmaarschalk
- Narendra Modi (1950), Indiaas politicus
- Amedeo Modigliani (1884-1920), Italiaans kunstschilder
- Jesper Modin (1988), Zweeds langlaufer
- Luka Modrić (1985), Kroatisch voetballer
- Paul Modrich (1946), Amerikaans scheikundige en Nobelprijswinnaar
- Hans Modrow (1928-2023), Oost-Duits politicus
- Chuku Modu (1990), Brits acteur
- Domenico Modugno (1928-1994), Italiaans zanger

## Moe
- Bente Moe (1960), Noors atlete

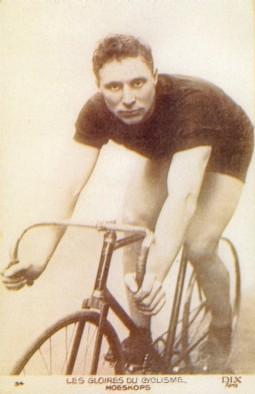
Piet Moeskops

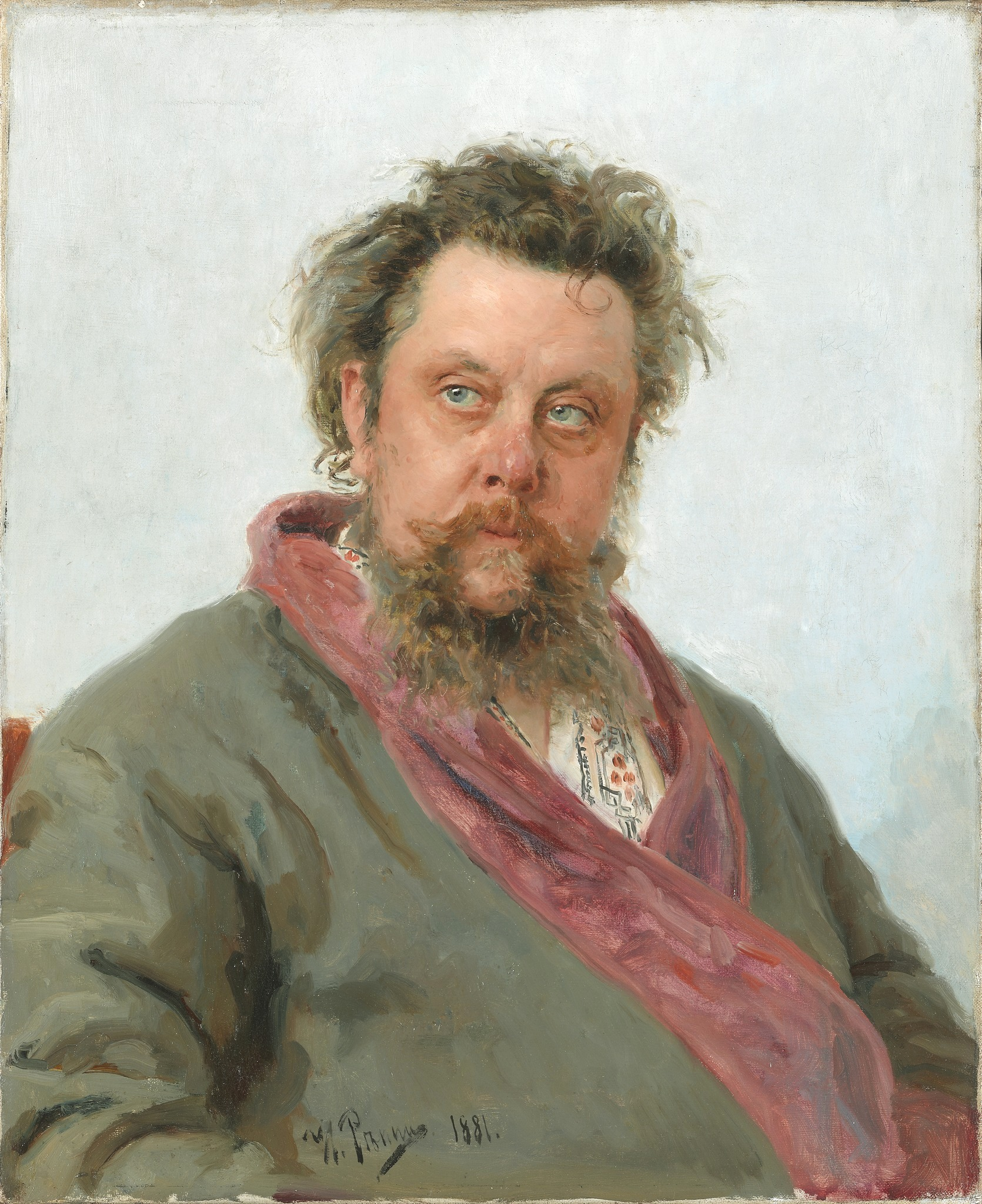
Modest Moessorgski

- Tin Moe (1933-2007), Myanmarees dichter
- Hosni Moebarak (1928), president van Egypte (1981-2011)
- Jelena Moechina (1960-2006), Russisch turnster
- Maria Moechortova (1985), Russisch kunstschaatsster
- Jan Moedwil (1895-1959), Belgisch radiomaker
- John Moelaert (1943), Belgisch voetballer
- Yina Moe-Lange (1993), Deens alpineskiester
- Kevin Moeliker (1980), Nederlands voetballer
- Arthur Moeller van den Bruck (1876-1925), Duits cultuurhistoricus
- Arjan Moen (1977), Nederlands darter
- Nelly Moenne-Loccoz (1990), Frans snowboardster
- Albert Moens (1952-2013), Nederlands politicus
- Anna Maria Moens (1775-1832), Nederlands dichteres, schrijfster en kostschoolhoudster
- Antony Moens (1827-1899), Nederlands politicus
- Guy Moens (1938), Belgisch politicus
- Jean-Baptiste Moens (1833-1908), Belgisch filatelist, journalist en ondernemer
- Joris Moens (1962), Nederlands schrijver
- Kurt Moens (?), Belgisch politicus
- Luc Moens (1954), Belgisch scheikundige en hoogleraar
- Monique Moens (1961), Belgisch politica
- Oscar Moens (1973), Nederlands voetballer
- Petronella Moens (1762-1843), Nederlands schrijfster
- Roger Moens (1930), Belgisch atleet, sportjournalist en politiefunctionaris
- Roger Moens (1961), Nederlands dirigent, pianist, componist
- Wies Moens (1898-1982), Belgisch schrijver, letterkundige, politicus en Vlaams activist
- Georges Moens de Fernig (1899-1978), Belgisch industrieel, bestuurder en politicus
- Abraham van der Moer (1919-2002), Nederlands admiraal
- Ank van der Moer (1912-1983), Nederlands actrice
- Paul Moer (1916-2010), Amerikaans jazzpianist, pseudoniem van Paul Moerschbacher
- Dmitri Moeravjov (1979), Kazachs wielrenner
- Odile Moereels (1880-1964), Nederlands ziekenhuisdirectrice en verzetsstrijdster
- Koos Moerenhout (1973), Nederlands wielrenner
- Aart Moerkerken (1947-2024), Nederlands predikant
- Ben Moerkoert (1916-2007), Nederlands vliegenier
- Bram Moerland (1939), Nederlands filosoof en vertaler
- Cornelis Moerman (1893-1988), Nederlands huisarts
- Fientje Moerman (1958), Belgisch politicus
- Gustaf Moerman (1842–1905), Belgisch componist, muziekpedagoog en dirigent
- Hendrik Moerman (1861-1940), Belgisch componist, dirigent en pianist
- Jaklien Moerman (1931–2011), Belgisch illustrator en kunstschilder
- Jan Moerman (1850–1896), Belgisch kunstschilder
- Joseph Moerman (1920-2012), Belgisch rooms-katholiek priester en internationaal kerkelijk ambtenaar
- Jules Moerman (1841–1901), Belgisch componist, muziekpedagoog, organist en pianist
- Pieter Moerman (1818–1907), Belgisch componist, muziekpedagoog, dirigent, arrangeur en organist
- Prosper Moerman (1848-1902), Belgisch componist, muziekpedagoog, dirigent en pianist
- William Moerner (1953), Amerikaans natuurkundige en Nobelprijswinnaar
- Ernst August Moes (1899-1980), Nederlands zanger en liedjesschrijver
- Jeannot Moes (1948), Luxemburgs voetballer
- José Moës (1923), Belgisch voetballer
- Jacques Moeschal (1900-1956), Belgisch voetballer
- Jacques Moeschal (1913-2004), Belgisch architect en beeldhouwer
- Kurt Moeschter (1903-1959), Duits roeier
- Piet Moeskops (1893-1964), Nederlands wielrenner
- Modest Moessorgski (1839-1881), Russisch componist
- Soewarto Moestadja (1949), Surinaams politicus
- Eugène Moetbeek (??), Belgisch atleet
- Bart Moeyaert (1964), Vlaams schrijver
- Frans Moeyersoon (1925-2013), Belgisch politicus

## Mof

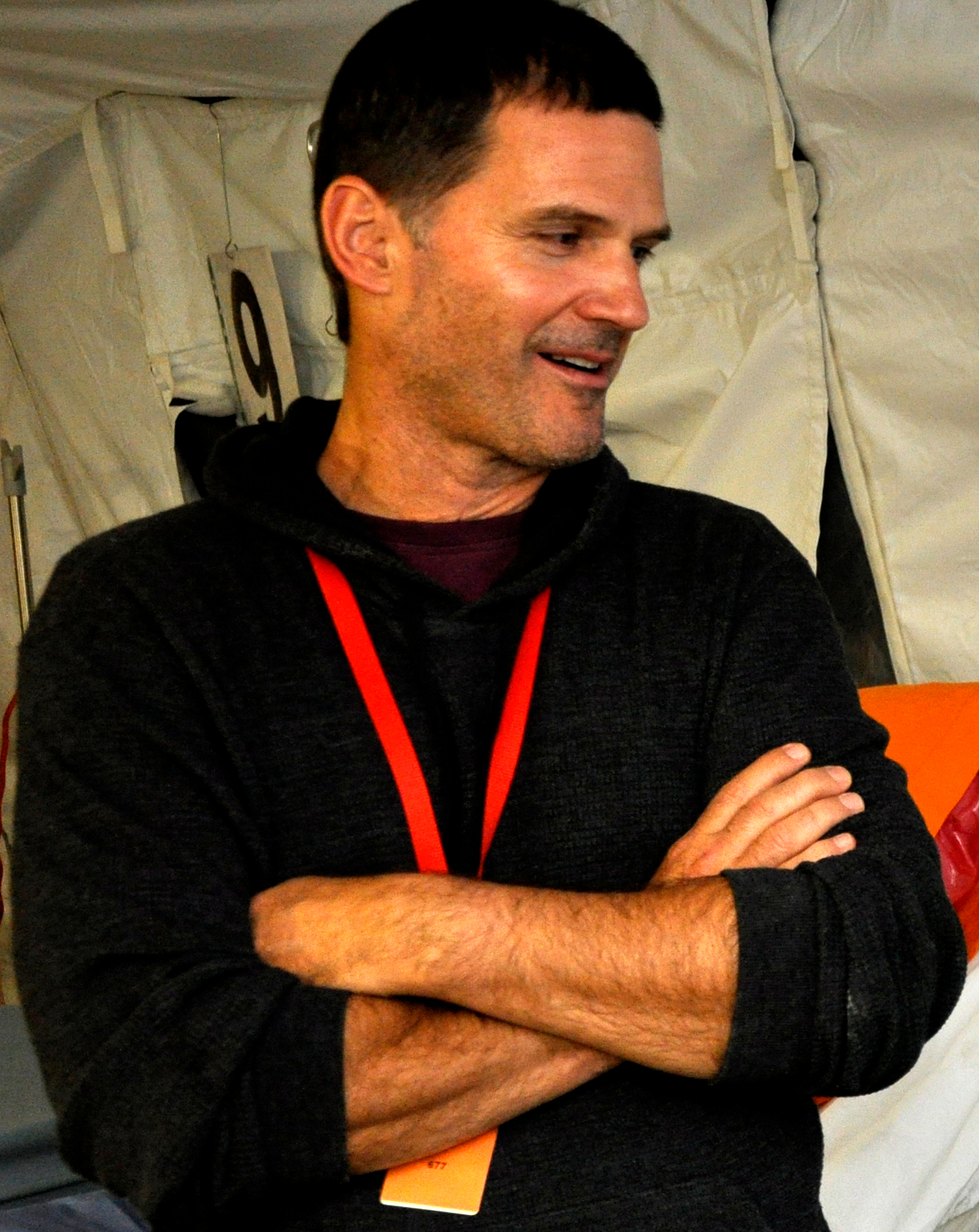
D. W. Moffett 2009

- Donald Moffat (1930-2018), Brits acteur
- Graham Moffatt (1919-1965), Brits acteur
- Max Moffatt (1998), Canadees freestyleskiër
- Charnett Moffett (1967-2022) Amerikaans jazzmuzikant
- D.W. Moffett (1954), Amerikaans acteur en filmregisseur
- Anna Moffo (1930/32-2006), Amerikaans zangeres
- Santu Mofokeng (1956), Zuid-Afrikaans fotograaf

## Mog
- Thomas Mogendorff (1985), Nederlands shorttracker
- Carsten Mogensen (1983), Deens badmintonner
- Betelhem Moges (1991), Ethiopisch atlete
- Bill Moggridge (1943-2012), Brits industrieel ontwerper
- Federica Mogherini (1973), Italiaans politica
- Mekubo Mogusu (1986), Keniaans atleet

## Moh
- Mohammed (570/571-632), Arabisch stichter van de islam
- Mohammed  V (1909-1961), Marokkaans koning
- Mohammed VI (1963), Marokkaans koning
- Khalid Sjeik Mohammed (1964/65), Pakistaans terrorist
- Mary Mohler (1984), Amerikaans zwemster
- Abdul Ahad Mohmand (1959), Afghaans ruimtevaarder
- Brigitte Mohnhaupt (1949), Duits terroriste
- Louis Moholo (1940-2025), Zuid-Afrikaans jazzdrummer
- Josip Mohorović (1948), Kroatisch voetballer en voetbalcoach
- Johan Maurits Mohr (1716-1775), Nederlands amateurastronoom
- Manfred Mohr (1937), Duits autocoureur
- Friedrich Mohs (1773-1839), Oostenrijks mineraloog

## Moi

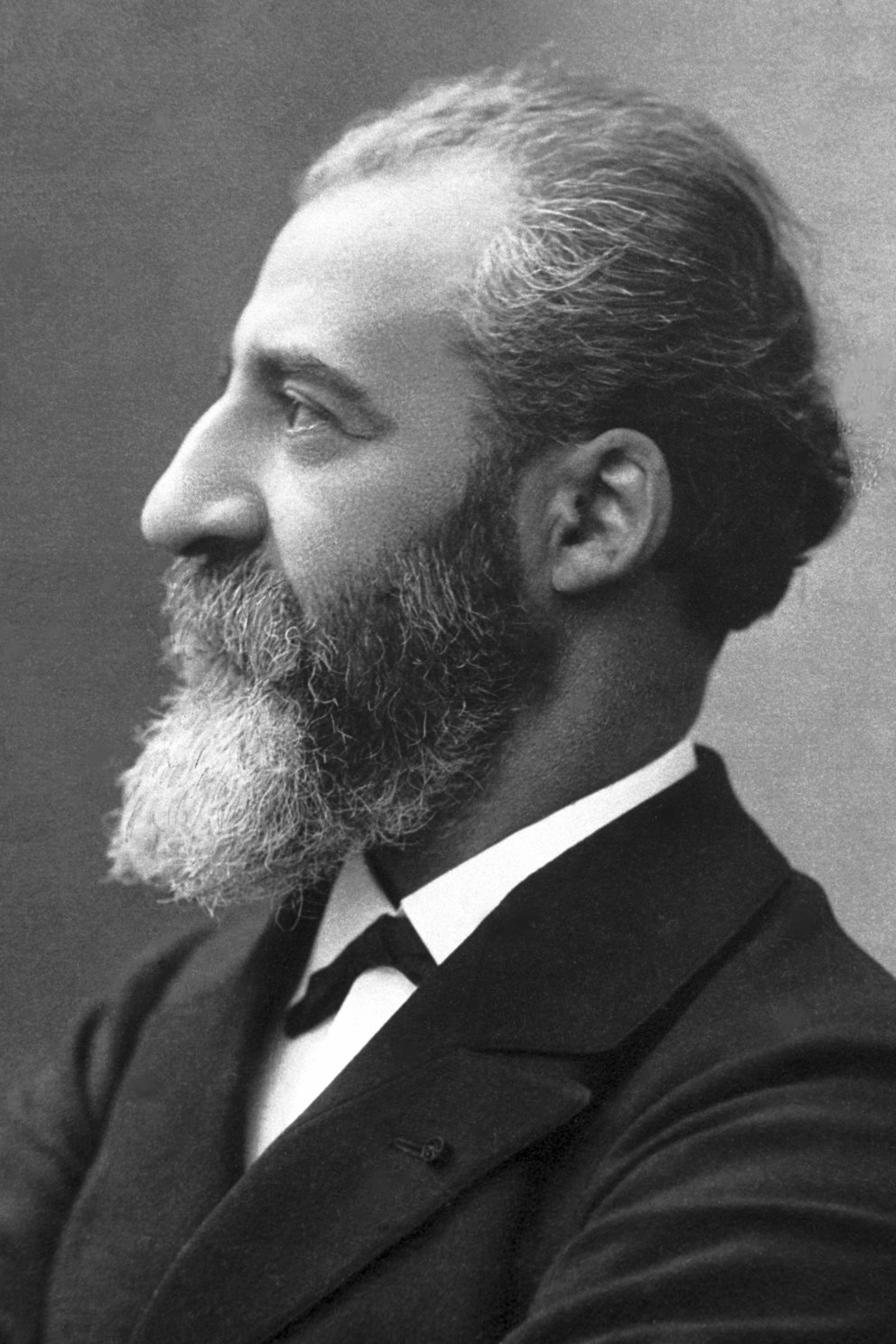
Henri Moissan

- James Moiben (1968), Keniaans atleet
- Laban Moiben (1983), Keniaans atleet
- Louise Moillon (ca. 1609), Frans kunstschilder
- Amaël Moinard (1982), Frans wielrenner
- Giuseppe Moioli (1927-2025), Italiaans roeier
- Michela Moioli (1995), Italiaans snowboardster
- Scott Moir (1987), Canadees kunstschaatser
- Niklas Moisander (1985), Fins voetballer
- Jovenel Moïse (1968-2021), Haïtiaans politicus
- Iustin Moisescu (1910-1986), Roemeens hoogleraar en geestelijke
- Alexander Moisi (1879-1935), Albanees acteur
- Henri Moissan (1852-1907), Frans chemicus en Nobelprijswinnaar
- Abraham de Moivre (1667-1754), Frans wiskundige

## Mok
- Rob Mok (1932-2019), Nederlands jurist
- Weng Sun Mok (1967), Maleisisch autocoureur
- Ntsu Mokhehle (1918-1999), Lesothaans politicus
- Jan Mokkenstorm (1962-2019), Nederlands psychiater
- Godfrey Khotso Mokoena (1985), Zuid-Afrikaans atleet
- Steve Mokone (1932-2015), Zuid-Afrikaans voetballer
- Léon Mokuna (1929-2020), Belgisch voetballer

## Mol

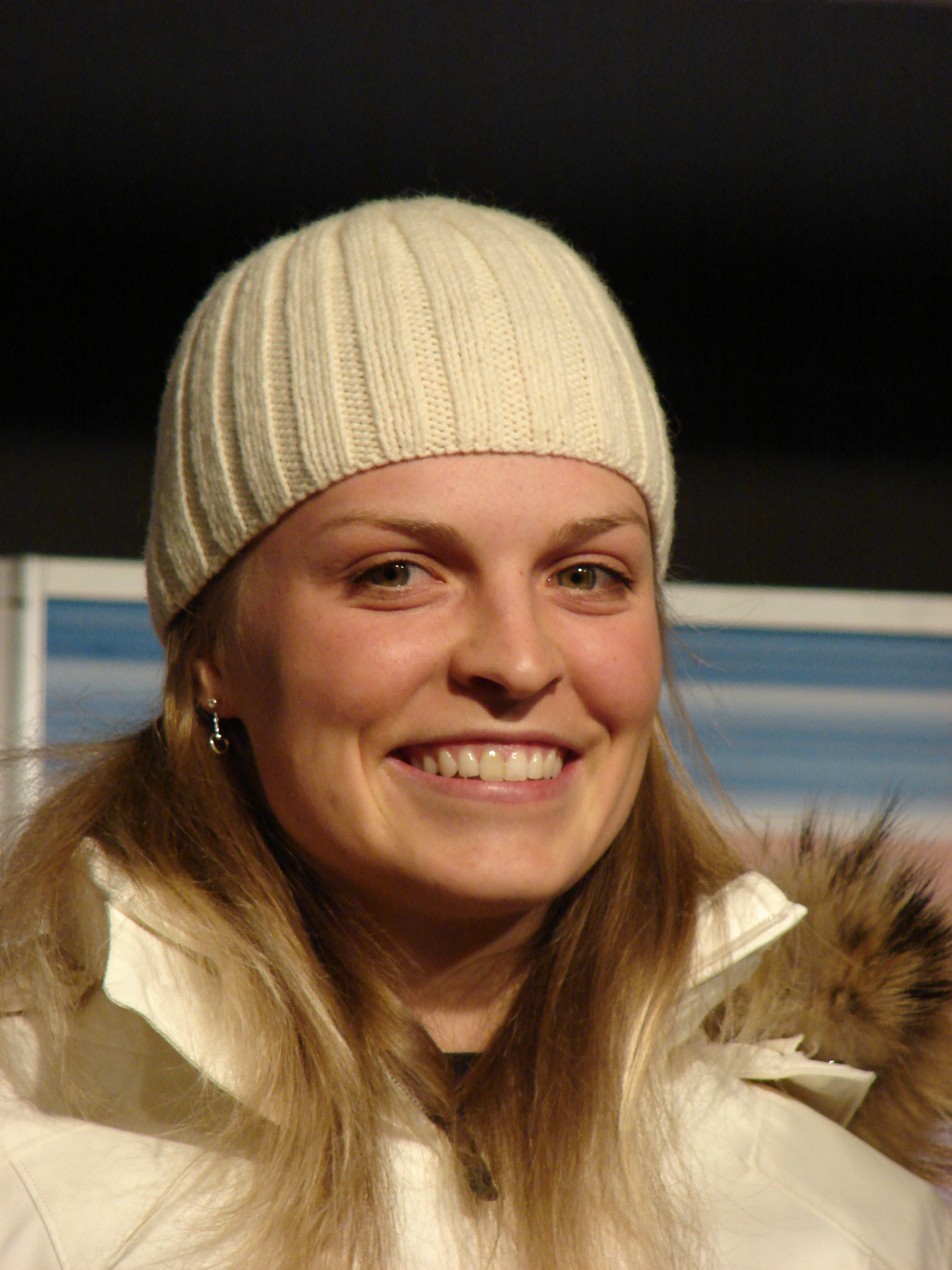
Manuela Mölgg

- Albert Mol (1917-2004), Nederlands acteur
- Anton Mol (1970), Nederlands triatleet
- Dick Mol (1955), Nederlands amateur-paleozoöloog
- Emilie Mol (1989), Nederlands hockeyster
- Kika Mol (1949), Nederlands actrice
- Joannes de Mol (1726-1782), Nederlands dominee, patriot en porseleinfabrikant
- John de Mol (1912-1970), Nederlands accordeonist en orkestleider
- John de Mol (1931-2013), Nederlands zanger en muziekondernemer
- John de Mol jr. (1955), Nederlands mediamagnaat
- Johnny de Mol (1979), Nederlands acteur, dj en ondernemer
- Lara Mol (1989), Nederlands zangeres
- Linda de Mol (1964), Nederlands televisiepresentatrice en actrice
- Michiel Mol (1969), Nederlands zakenman
- Olav Mol (1962), Nederlands Formule 1-commentator
- Rik Mol (1985), Nederlands jazz-trompettist
- Wouter Mol (1982), Nederlands wielrenner
- Ywan de Mol (?), Nederlands bestuurder
- Sheldon Moldoff (1920-2012), Amerikaans stripauteur
- California Molefe (1980), Botswaans atleet
- Jos Molemans (1938-1994), Belgisch plaatsnaamkundige en dialectoloog
- Gezina van der Molen (1892-1978), Nederlands rechtsgeleerde en verzetsstrijder
- Hendrik Jan van der Molen (1911-2005), Nederlands politieman
- Alex Molenaar (1990), Nederlands acteur
- Anthonie Nicolaas Molenaar (1888-1958), Nederlands hoogleraar en politicus
- Arnold Molenaar (1904-1981), Nederlands reclametekenaar, cartoonist, illustrator en tekstschrijver
- Beau Molenaar (1985), Nederlands voetbaldoelman
- Ben Molenaar (1910-2009), Nederlands schrijver en reisjournalist
- Dirk Geijsbeek Molenaar (1844-1920), Nederlands architect
- Donald Molenaar (1971), Nederlands autocoureur
- Frans Molenaar (1940-2015), Nederlands couturier
- Hillie Molenaar (1945), Nederlands documentairemaakster
- Jan Molenaar (1918-1942), Nederlands Engelandvaarder
- Keje Molenaar (1958), Nederlands voetballer
- Meinse Molenaar (1805-1883), Nederlandse architect
- Nicolaas Molenaar (1850-1930), Nederlands architect
- Nicolaas Molenaar (1892-1973), Nederlands architect
- Pieter Jan Molenaar (1907-1979), Nederlands arrangeur, muziekuitgever en boekwinkelier
- Robert Molenaar (1969), Nederlands voetballer
- Romano Molenaar (1971), Nederlands striptekenaar
- Simke Molenaar (1874-1965), Nederlands revue- en cabaretartiest
- Olfert Molenhuis (1983), Nederlands atleet
- Manfred Mölgg (1982), Italiaans alpineskiër
- Manuela Mölgg (1983), Italiaans alpineskiester
- Molière (1622-1673), Frans dramaturg en toneelschrijver
- Alicia Molik (1981), Australisch tennisster
- Lei Molin (1927-1990), Nederlands kunstschilder
- Alfred Molina (1953), Brits acteur
- Antonio Molina (1894-1980), Filipijns componist en dirigent
- Mario Molina (1943-2020), Mexicaans-Amerikaans scheikundige en Nobelprijswinnaar
- Miguel Molina González (1989), Spaans autocoureur
- Rolando Molina (1971), Amerikaans acteur
- Scott Molina (1960), Amerikaans triatleet
- Edouard Molinaro (1928-2013), Frans filmregisseur
- Francesco Molinari-Pradelli (1911-1996), Italiaans dirigent
- Marcel Molinès (1928-2011), Algerijns wielrenner
- Katharina Molitor (1983), Duits atlete en volleybalster
- Brian Molko (1972), Amerikaans-Brits rockmusicus
- Jorinde Moll (1971), Nederlands actrice en presentatrice
- Richard Moll (1943-2023), Amerikaans acteur
- Susanne Moll (1987), Oostenrijks snowboardster
- Shimeles Molla (1982), Ethiopisch atleet
- Joey Molland (1947-2025), Brits gitarist en singer-songwriter
- Bauke Mollema (1986), Nederlands wielrenner
- Henk Molleman (1935-2005), Nederlands politicus en ambtenaar
- Jürgen Möllemann (1945-2003), Duits politicus
- Jens Reno Møller (1971), Deens autocoureur
- Joost Möller (1967), Nederlands politicus en ondernemer
- Lorraine Moller (1955), Nieuw-Zeelands atlete
- Egon Möller-Nielsen (1915-1959), Deens-Zweeds architect en beeldhouwer
- Richard Møller Nielsen (1937-2014), Deens voetballer en trainer
- Peter Mollez (1983), Belgisch voetballer
- Silke Möller (1964), Oost-Duits atlete
- Anne Möllinger (1985), Duits atlete
- Ginger Molloy (1937), Nieuw-Zeelands motorcoureur
- Miklos Molnar (1970), Deens voetballer
- Marc Forné Molné (1946), Andorrees politicus
- Lucas Molo (1983), Braziliaans autocoureur
- Vjatsjeslav Molotov (1890-1986), Russisch politicus
- Marleen Mols (1955), Belgisch atlete
- Theo Mols (1929-2010), Nederlands glazenier, mozaïekkunstenaar, schilder, tekenaar en textielkunstenaar
- Hanneke Mols-van Gool (1933-2020), Nederlands beeldhouwer en medailleur
- Peter Molthoff (1923-2025), Nederlands burgemeester en verzetsstrijder
- Adam Wilhelm Moltke (1785-1864), Deens politicus
- Freya von Moltke (1911-2010), Duits schrijfster en verzetsstrijdster
- Helmuth Johannes Ludwig von Moltke (1848-1916), Duits militair
- Vilhelmine Møller (1845-1936), Deens feministe en moordenaar
- Jürgen Moltmann (1926-2024), Duits theoloog
- Stephan Mølvig (1979), Deens roeier
- Petros Molyviatis (1928-2025), Grieks diplomaat en politicus

## Mom
- Grace Momanyi (1981), Keniaans atlete
- Kees Momma (1965), Nederlands schrijver
- Geo Mommaerts (1923-2006), Belgisch kunstschilder
- Hendrik Mommaerts (1886-1980), Belgisch ingenieur en Vlaams activist
- Caesarius Mommers (1925-2007), Nederlands rooms-katholiek geestelijke, onderwijzer en onderwijskundige
- Theodor Mommsen (1818-1903), Duits geschiedkundige
- Frederic Mompou (1893-1987), Catalaans componist

## Mon

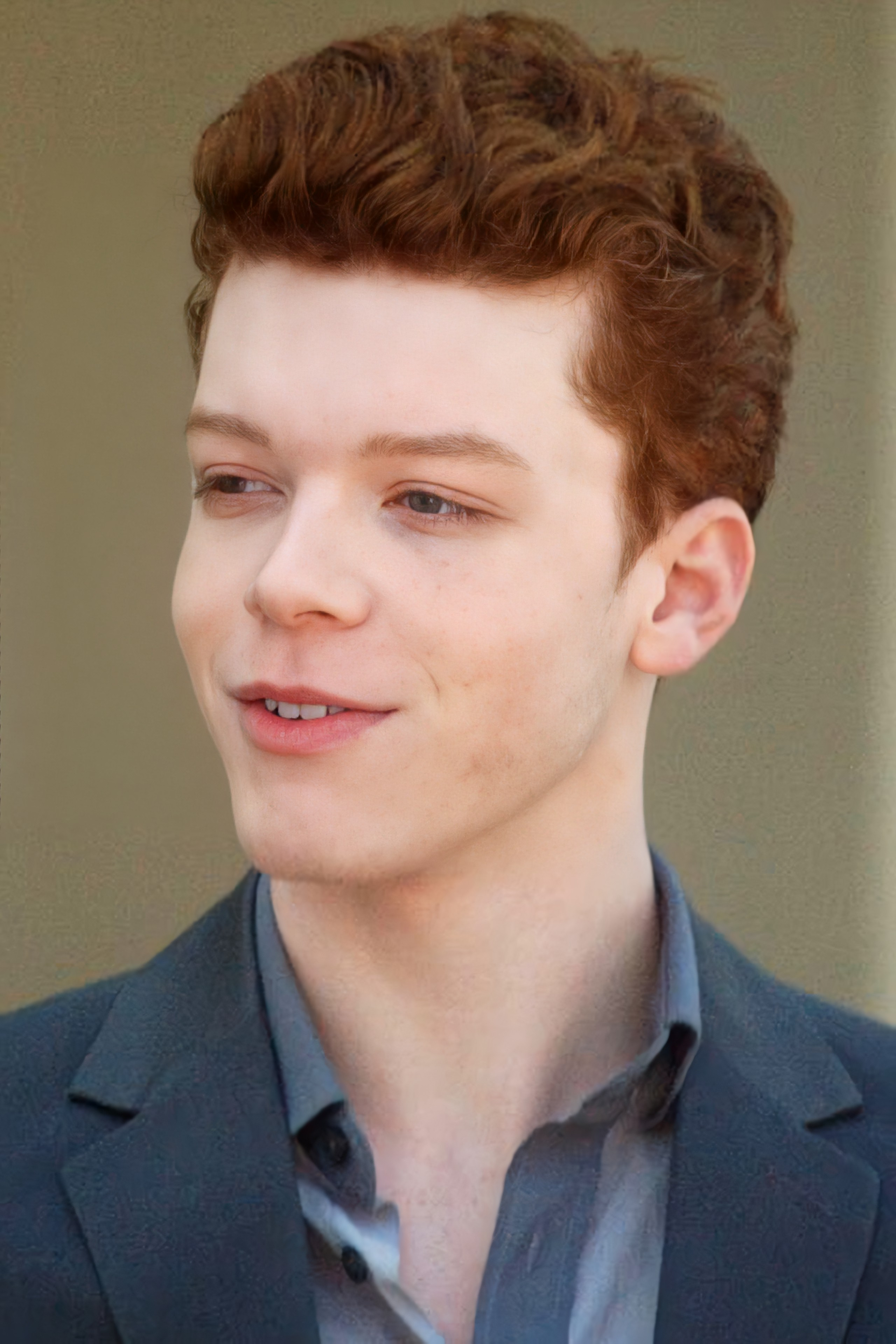
Cameron Monaghan in 2012

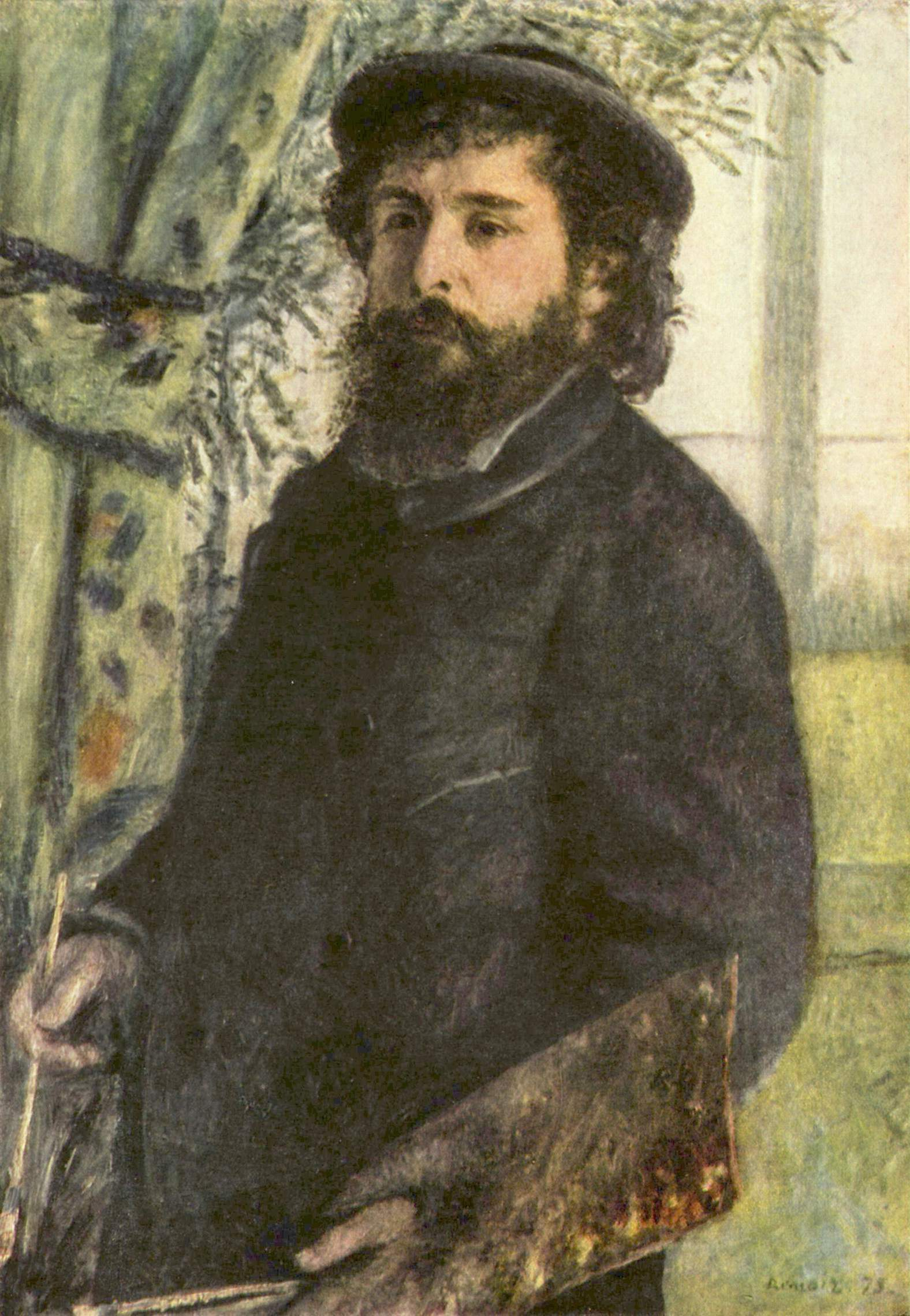
Claude Monet

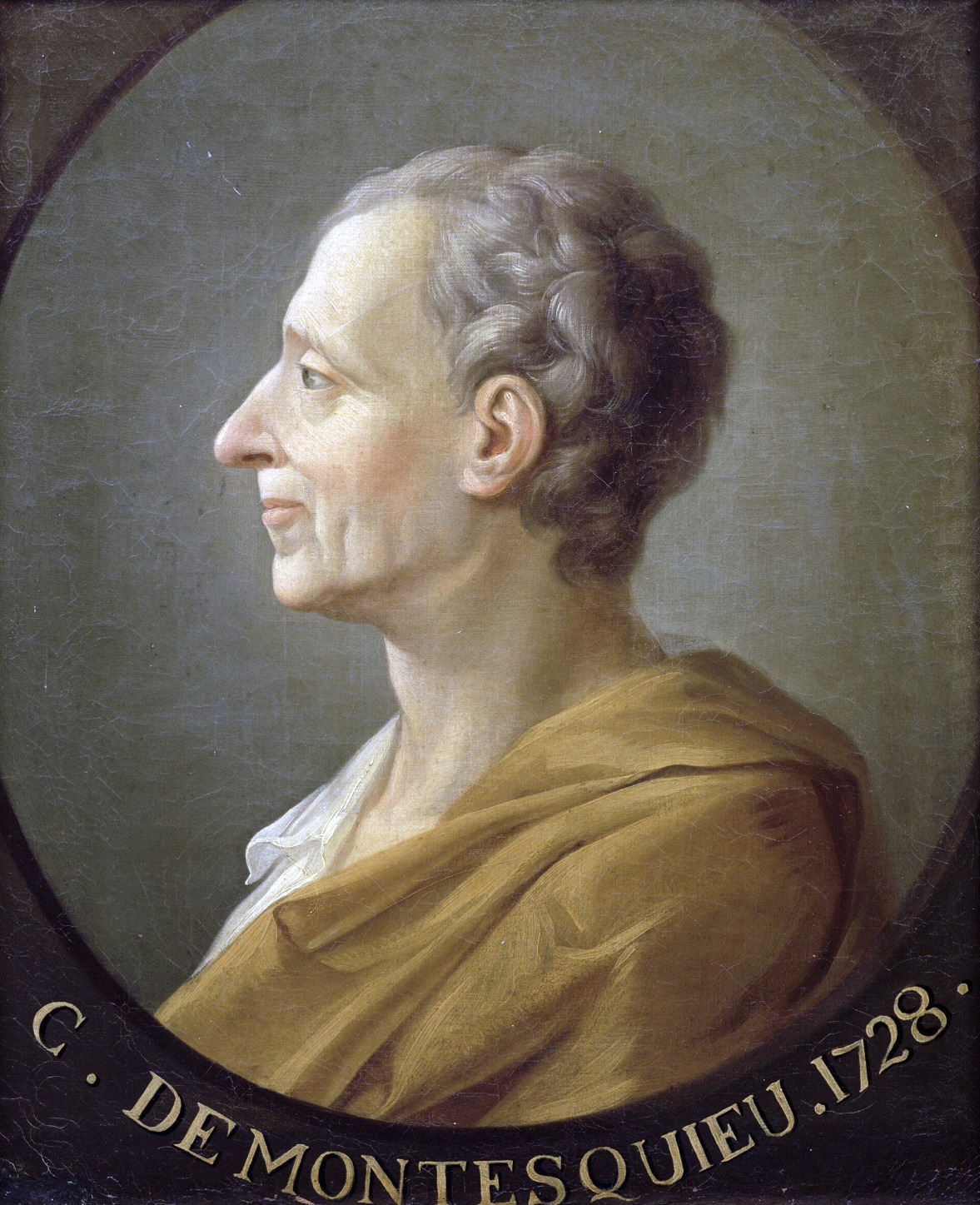
Charles Montesquieu

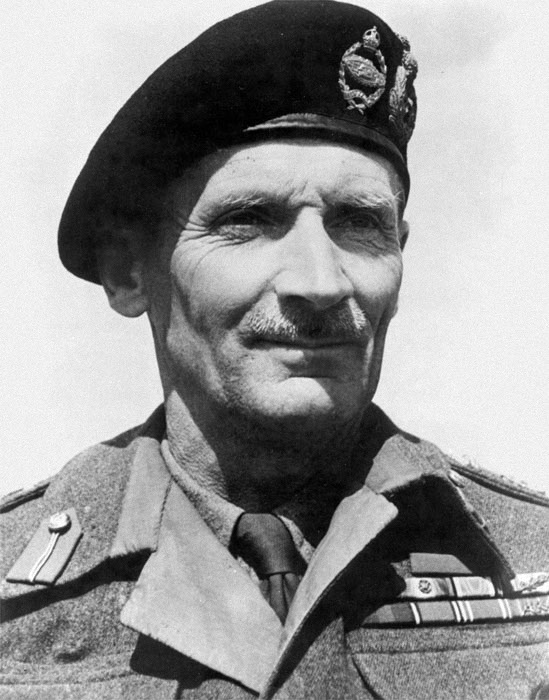
Bernard Montgomery

- Mona Lisa (1922-2019), Filipijns actrice
- Juan Mónaco (1984), Argentijns tennisser
- Mario del Monaco (1915-1982), Italiaans operazanger
- Cameron Monaghan (1993), Amerikaans acteur
- Dominic Monaghan (1976), Brits acteur
- Marjorie Monaghan (1964), Amerikaans actrice
- Thomas Monarch (1912-1964), Amerikaans autocoureur
- Georges Monard (1942), Belgisch politicus en ambtenaar
- Pieter de Monchy (1916-2011), Nederlands beeldhouwer en tekenaar
- George Monck (1608-1670), Engels generaal
- Désiré van Monckhoven (1834-1882), Belgisch wetenschapper
- David Moncoutié (1975), Frans wielrenner
- Avard Moncur (1978), Bahamaans atleet
- Grachan Moncur III (1937-2022), Amerikaans jazztrombonist
- Walter Mondale (1928-2021), Amerikaans politicus
- Hans Monderman (1945-2008), Nederlands ambtenaar en verkeerskundige
- Lloyd Mondory (1982), Frans wielrenner
- Piet Mondriaan (1872-1944), Nederlands schilder
- Edouard Mondron (1986), Belgisch autocoureur
- Guillaume Mondron (1993), Belgisch autocoureur
- Dino Monduzzi (1922-2006), Italiaans bisschop en kardinaal
- Steve Moneghetti (1962), Australisch atleet
- Claude Monet (1840-1926), Frans schilder
- Ferdinando Monfardini (1984), Italiaans autocoureur
- Gaël Monfils (1986), Frans tennisser
- Maxime Monfort (1983), Belgisch wielrenner
- Aurore Mongel (1982), Frans zwemster
- François-Xavier Mongo Awaï Sisé (1948-2008), Congolees stripauteur
- António Egas Moniz (1874-1955), Portugees neuroloog
- Ricardo Moniz (1964), Nederlands voetballer en voetbaltrainer
- Wendy Moniz (1969), Amerikaans actrice
- Daan Monjé (1925-1986), Nederlands politicus en activist
- Fernando Monje (1993), Spaans autocoureur
- Debra Monk (1949), Amerikaans actrice
- Kenrick Monk (1988), Australisch zwemmer
- Francis Monkman (1949-2023), Brits toetsenist
- Antonie Frans Monna, (1909-1995), Nederlands wiskundige en wetenschapshistoricus
- Jean Monnet (1888-1979), Frans politicus en zakenman
- Jacques Monod (1910-1976), Frans biochemicus, filosoof en verzetsstrijder
- Laura Mononen (1984), Fins langlaufster
- René Monory (1923-2009), Frans politicus
- Lawrence Monoson (1964), Amerikaans acteur
- Miquel Monrás (1992), Spaans autocoureur
- Ignacio "Nacho" Monreal (1986), Spaans voetballer
- Matt Monro (1930-1985), Brits zanger
- Bill Monroe (1911-1996), Amerikaans countrymusicus
- James Monroe (1758-1831), Amerikaans president (1817-1825)
- Jessica Monroe (1966), Canadees roeister
- John Monroe (1960/61), Canadees shorttracker en bondscoach in Nederland
- Marilyn Monroe (1926-1962), Amerikaans actrice
- Robert Monroe (1915-1995), Amerikaans zakenman
- José Monroy (1980), Portugees autocoureur
- Jacques Monsaert (1934-2002), Belgisch politicus
- Eddy Monsels (1948-2023), Surinaams atleet
- Sammy Monsels (1953), Surinaams atleet
- Ludo Monset (1946-2018), Belgisch politicus
- Eddie Monsieur (1945), Belgisch vakbondsbestuurder en politicus
- Carlos Monsiváis Aceves (1938-2010), Mexicaans schrijver en journalist
- Winnie Monsod (1940), Filipijns televisiepresentator, kabinetslid, bestuurder en hoogleraar economie
- Ruud Monster (1953-2023), Nederlands cineast
- Chiel Montagne (1944-2025), pseudoniem van Bert van Rheenen, Nederlands televisie- en radiopresentator
- Luc Antoine Montagnier (1932-2022), Frans viroloog
- Michel de Montaigne (1533–1592), Frans schrijver, filosoof en politicus
- Yves Montand (1921-1992), Frans acteur en zanger
- Karla Montana, Amerikaans actrice
- Christian Montanari (1981), San Marinees autocoureur
- Concepción Montaner (1981), Spaans atlete
- Albert Montañés (1980), Spaans tennisser
- Cesar Montano (1962), Filipijns acteur en regisseur
- Justiniano Montano (1905-2005), Filipijns politicus
- Robert Montano (1960), Amerikaans acteur
- Sumalee Montano (1972), Amerikaans (stem)actrice
- Tito Montaño (1963), Boliviaans voetballer en politicus
- Mathieu Montcourt (1985-2009), Frans tennisser
- Harvey Monte (1981), Nederlands honkballer
- Pietro del Monte San Savino (1499-1572), grootmeester van de Orde van Malta
- Raimondo Montecuccoli (1609-1680), Italiaans veldheer en diplomaat
- Dora Montefiore (1851-1933), Engels-Australische feminist, socialist en dichter
- Nicholas Monteiro (2005), Braziliaans-Amerikaans autocoureur
- Cory Monteith (1982-2013), Canadees acteur en zanger
- Eugenio Montejo (1938-2008), Venezolaans dichter
- Donny Montell (1987), Litouws zanger, pseudoniem van Donatas Montvydas
- Yari Montella (2000), Italiaans motorcoureur
- Rhoda Montemayor (1979), Brits actrice
- Luís Montenegro (1973), Portugees politicus
- Alfred von Montenuovo (1854-1927), Oostenrijks-Hongaars hoffunctionaris
- Paolo Montero (1971), Uruguayaans voetballer
- Charles de Montesquieu (1689-1755), Frans filosoof
- Maria Montessori (1870-1952), Italiaans pedagoge
- Lily Monteverde (1938-2024), Filipijns filmproducent en zakenvrouw
- Claudio Monteverdi (1567-1643), Italiaans componist
- Chris Montez (1943), Amerikaans zanger
- Robin Montgomerie-Charrington (1915-2007), Brits autocoureur
- Anthony Montgomery (1971), Amerikaans acteur en zanger
- Bernard Montgomery (1887-1976), Brits veldheer
- Jon Montgomery (1979), Canadees skeletonracer
- Kenneth Montgomery (1943-2023), Brits dirigent
- Percy Montgomery (1974), Zuid-Afrikaans rugbyspeler
- Robert Montgomery (1904-1981), Amerikaans acteur
- Tim Montgomery (1975), Amerikaans atleet
- Vittorio Monti (1868-1922), Italiaans componist
- Sara Montiel (1928-2013), Spaans actrice
- Michel Montignac (1944-2010), Frans schrijver en wetenschapper
- Jesús Montoya (1963), Spaans wielrenner
- Juan Pablo Montoya (1975), Colombiaans autocoureur
- Federica Montseny (1905-1994), Spaans-Catalaanse schrijfster, activiste en minister
- Nil Montserrat (1988), Spaans autocoureur
- Amantle Montsho (1983), Botswaans atlete

## Moo

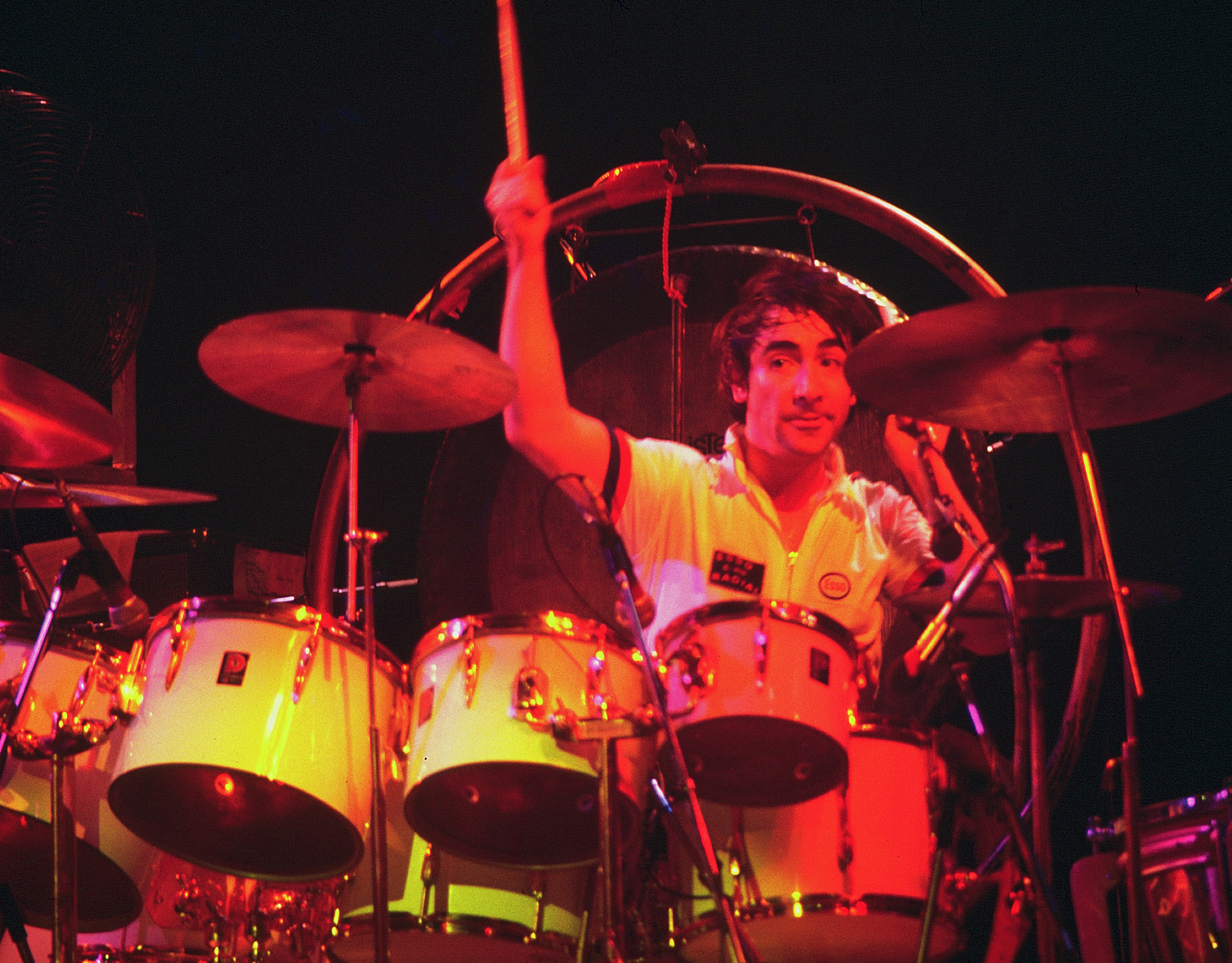
Keith Moon (1975)

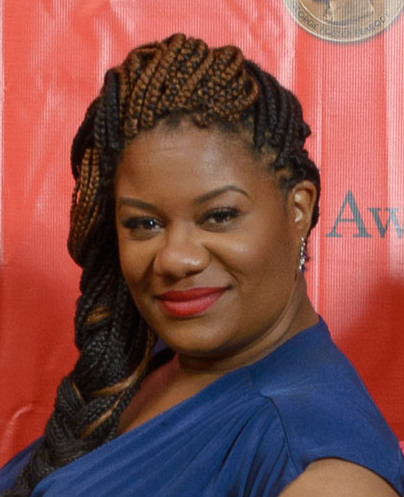
Adrienne C. Moore (2014)

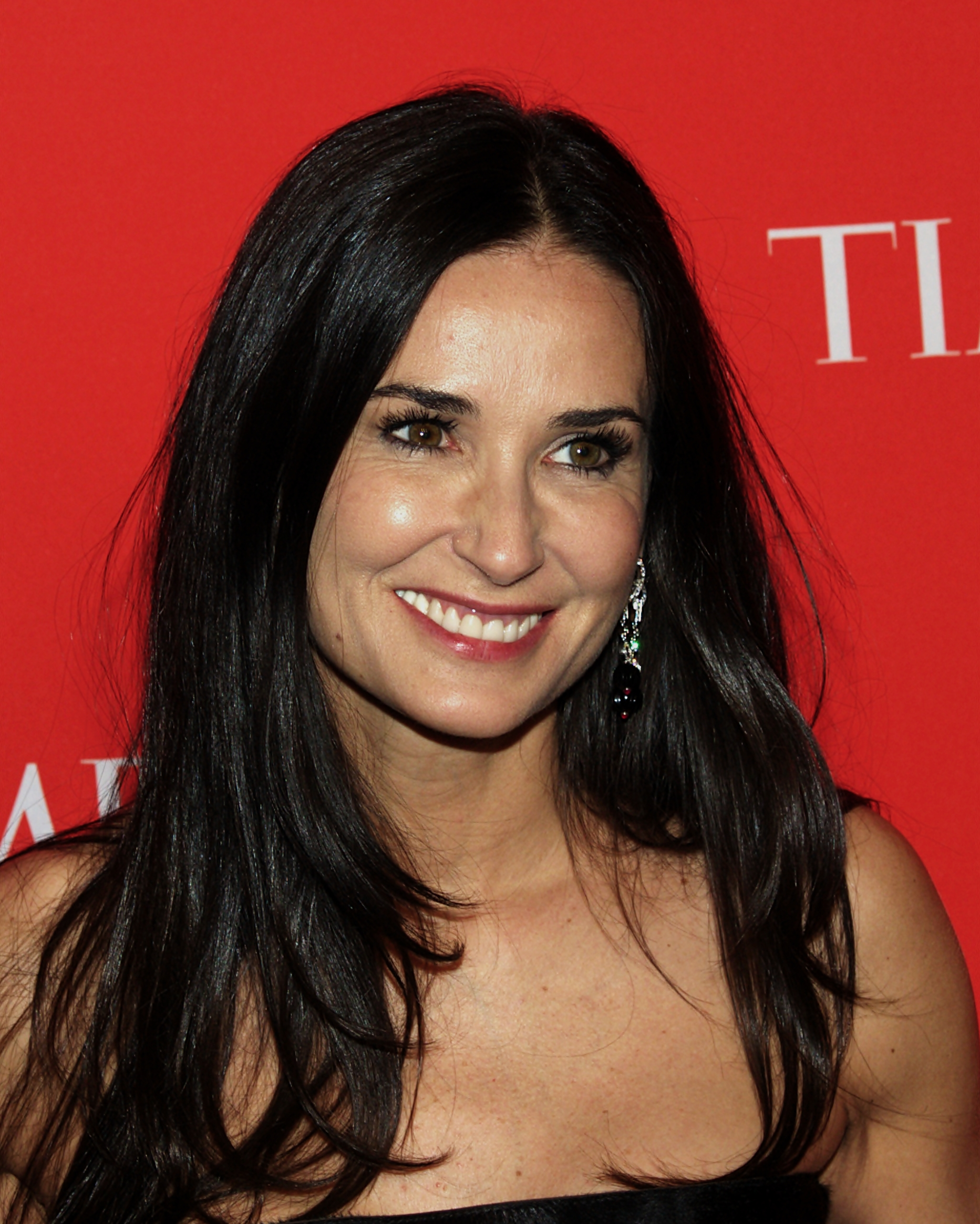
Demi Moore (2010)

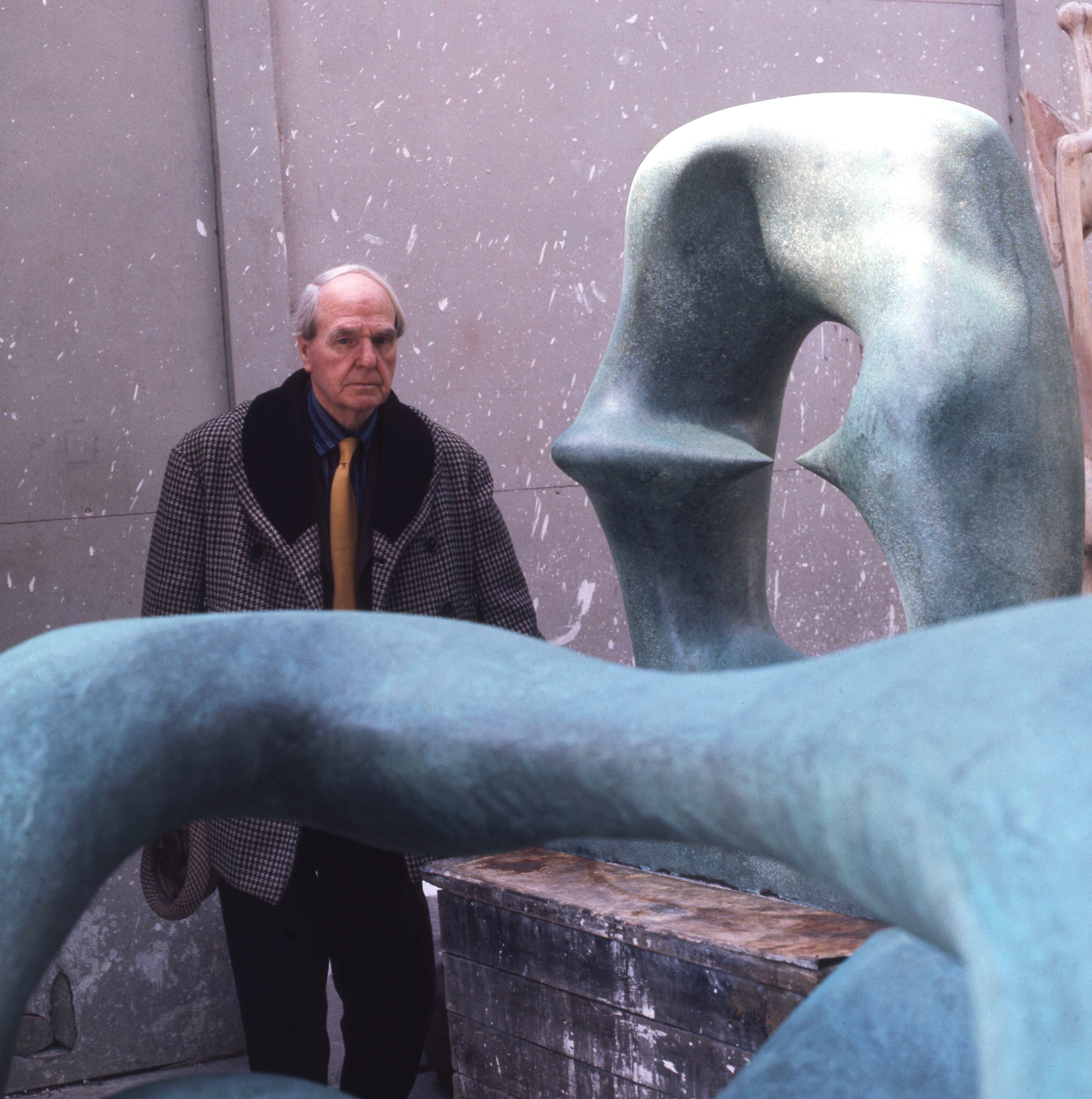
Henry Moore

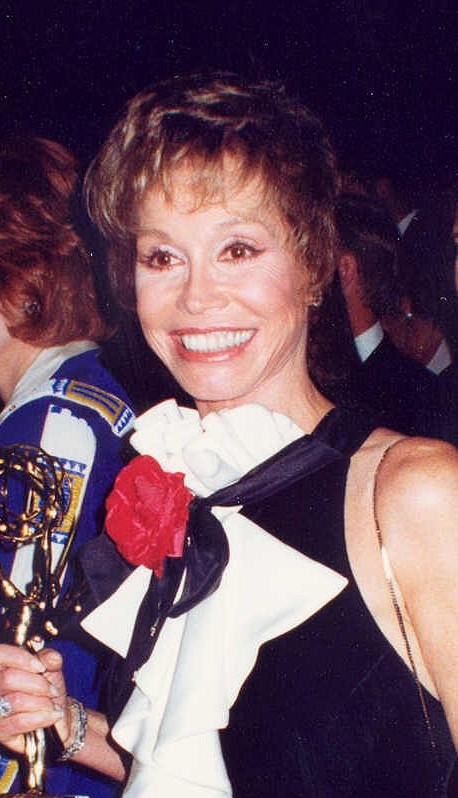
Mary Tyler Moore (1993)

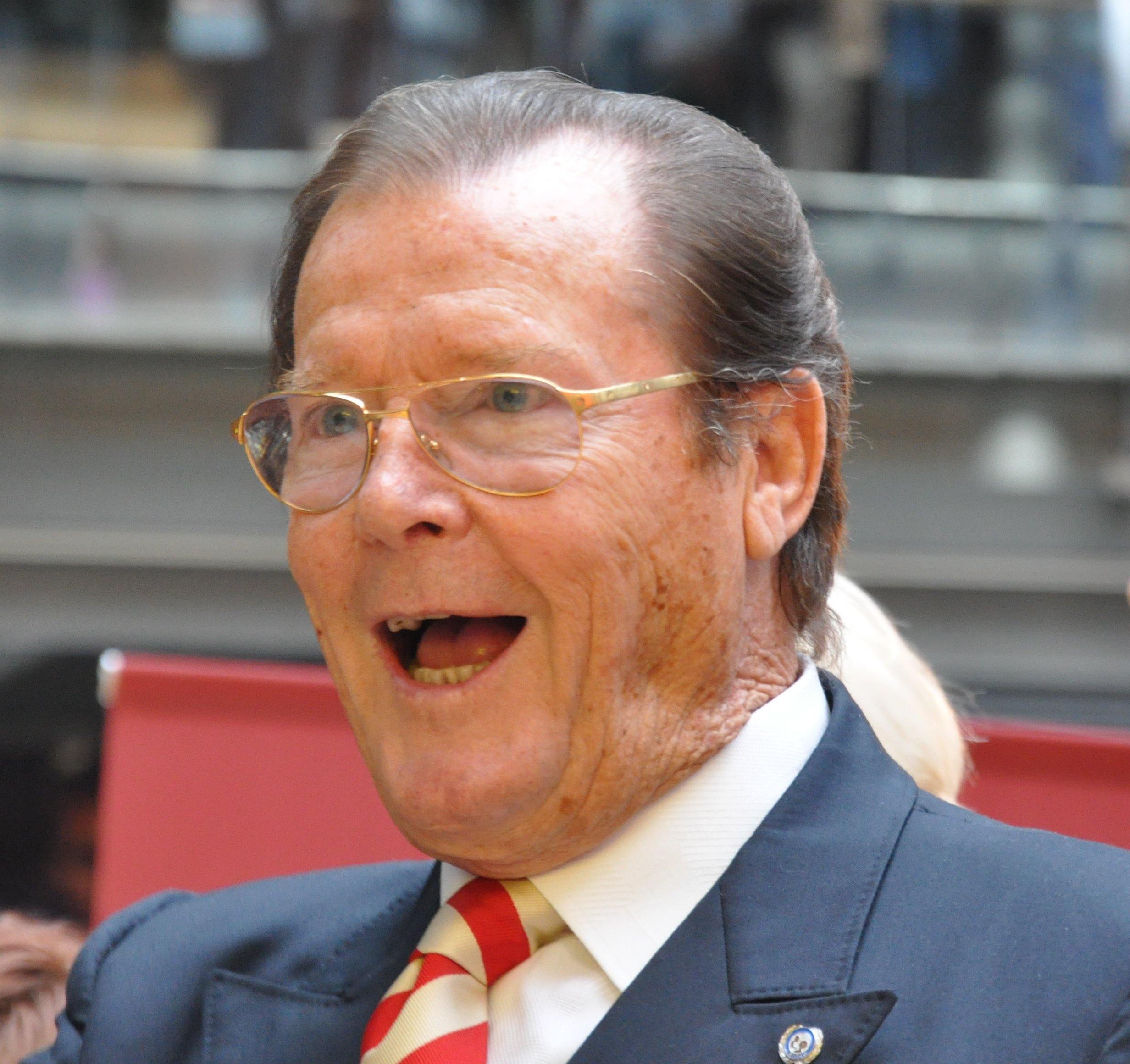
Roger Moore (2009)

- Wesley Moodie (1979), Zuid-Afrikaans tennisser
- Ben Moody (1981), Amerikaans gitarist
- Dwight Moody (1837-1899), Amerikaans evangelist en uitgever
- Jim Moody (1949), Amerikaans acteur
- Lynne Moody (1950), Amerikaans actrice
- Robert Moog (1934-2005), Amerikaans muziekinstrumentbouwer
- Bertus Mooi Wilten (1913-1965), Nederlands zwemmer
- Wim Mook (1932-2016), Nederlands natuurkundige
- Keith Moon (1946-1978), Brits drummer
- Ronald Moon (1940-2022), Amerikaans-Hawaïaanse jurist
- A. Moonen (1937-2007), Nederlands schrijver
- Alex Moonen (1983), Nederlands krachtsporter en ex-judoka
- Debra Mooney (1947), Amerikaans actrice
- Ad Moons (1917-2009), Nederlands atleet
- Annelies Moons (1989), Belgisch radiopresentatrice en radio-dj
- Charles Moons (1917-2005), Nederlands president van de Hoge Raad der Nederlanden
- Guido Moons (1954), Belgisch persoon binnen de Vlaamse Beweging en Vlaams taalactivist
- Jan Moons (1970), Belgisch voetballer en politicus
- Louis Adrien Moons (1769-1845), Zuid-Nederlands en Belgisch kunstschilder
- Magdalena Moons (1541-1613), Nederlands persoon in de Tachtigjarige Oorlog
- Frans Moor (1940-2008), Nederlands bankwerker en politicus
- Ruud de Moor (1928-2001), Nederlands hoogleraar
- Adrienne C. Moore, Amerikaans actrice
- Alan Moore (1953), Brits schrijver
- Albert Moore (1841-1893), Brits kunstschilder
- Alecia Moore (1979), Amerikaans zangeres (P!nk)
- Alex Moore (1901-1991), Brits dansleraar
- Alton Moore (1908-1978), Amerikaans jazz-trombonist
- Anwar Moore (1979), Amerikaans atleet
- Barry Moore (1955), Iers zanger en tekstschrijver
- Bob Moore (1932-2021), Amerikaans bassist en musical director
- Bob Moore(?), Amerikaans motorcrosser
- Bobby Moore (1941-1993), Engels voetballer
- Brian Moore (1921-1999), Brits schrijver
- C.L. Moore (1931-1987), Amerikaans schrijfster van sciencefiction
- Charles Moore (1929-2020), Amerikaans atleet
- Christina Moore (1973), Amerikaans actrice
- Christy Moore (1945), Iers zanger en tekstschrijver
- Colleen Moore (1900-1988), Amerikaans actrice
- Craig Moore (1975), Australisch voetballer
- Cyrus Moore (1966), Brits schrijver
- Daniel McFarlan Moore (1869-1933), Amerikaans elektrotechnicus
- David A. Moore (1948), Amerikaans componist, muziekpedagoog, dirigent, klarinettist en saxofonist
- Demi Moore (1962), Amerikaans actrice en filmproducente
- Dickie Moore (1925-2015), Amerikaans acteur
- Dickie Moore (1931-2015), Canadees ijshockeyspeler
- Donald Irving Moore (1910-), Amerikaans componist, muziekpedagoog en dirigent
- Dorothy Rudd Moore (1940), Afro-Amerikaans componiste, muziekpedagoge, pianiste, klarinettiste en zangeres(sopraan)
- Douglas Stuart Moore (1893-1969), Amerikaans componist, muziekpedagoog en dirigent
- Dudley Moore (1935-2002), Brits acteur
- Earl Vincent Moore (1890-1987), Amerikaans componist, muziekpedagoog, dirigent en organist
- Edward Moore (1712-1757), Engels (toneel)schrijver
- Edward Moore (1899-1968), Amerikaans roeier
- Eliakim Moore (1862-1932), Amerikaans wiskundige
- Freddie Moore (1900-1992), Amerikaans jazzdrummer
- Frederic Moore (1830-1907), Brits entomoloog
- Gary Moore (1952-2011), Noord-Iers gitarist
- Gatemouth Moore (1913-2004), Amerikaans blues- en gospelzanger, componist en dominee
- George Augustus Moore (1852-1933),  Iers romancier, dichter, dramaturg, memorialist en kunstcriticus
- George Edward Moore (1873-1958), Engels filosoof
- George Thomas Moore (1871-1956), Amerikaans botanicus
- Gerald Moore (1899-1987), Engels pianist
- Gordon Moore (1929-2023), Amerikaans zakenman
- Grace Moore (1898-1947), Amerikaans operazangeres en actrice
- Greg Moore (1975-1999), Canadees autocoureur
- Henry Moore (1898-1986), Brits beeldhouwer
- J. David Moore (1962), Amerikaans componist, muziekpedagoog, arrangeur en dirigent
- Jacqueline Moore (1964), Amerikaans professioneel worstelaar
- James Moore (1924-1970), Amerikaans bluesmuzikant (Slim Harpo)
- Jason Moore (1988), Brits autocoureur
- Jeremy Moore (1928-2007), Brits militair
- Jessica Moore (1990), Australisch tennisster
- John Moore (1761-1809), Brits militair
- Jonathan Moore (1985), Amerikaans golfer
- Jonathan Patrick Moore (1982), Australisch/Amerikaans acteur
- Juanita Moore (1914-2014), Amerikaans actrice
- Julianne Moore (1960), Amerikaans actrice
- Kevin Moore (1951), Amerikaans bluesmuzikant (Keb' Mo')
- Kevin Moore (1967), Amerikaans toetsenist
- Kip Moore (1980), Amerikaans singer-songwriter
- LeRoi Moore (1961-2008), Amerikaans saxofonist
- Liam Moore (1993), Engels voetballer
- Lizel Moore (1970), Zuid-Afrikaans triatlete
- Luke Isaac Moore (1986), Engels-Jamaicaans voetballer
- Mandy Moore (1984), Amerikaans zangeres en actrice
- Marianne Moore (1887-1972), Amerikaans schrijfster en dichteres
- Marilyn Moore (1931-1992), Amerikaans jazz-zangeres
- Mary Tyler Moore (1936-2017), Amerikaans actrice en comédienne
- Michael Moore (1954), Amerikaans schrijver, televisie- en filmmaker
- Ossie Moore (1958), Australisch golfer
- Owen Moore (1886-1939), Amerikaans acteur
- Patrick Moore (1923-2012), Brits astronoom
- Paul Moore (1919-2003), Amerikaans predikant voor de episcopaalse kerk
- Roger Moore (1927-2017), Brits acteur
- Ronald Dowl Moore (1964), Amerikaans scenarioschrijver en televisieproducent
- Rowan Moore (1965), Nederlands model, zangeres, componist en ondernemer
- Roy Moore (1947), Amerikaans jurist en politicus
- Ryan Moore (1982), Amerikaans golfer
- Sam Moore (1935-2025), Amerikaans zanger
- Sarah Moore (1993), Brits autocoureur
- Scotty Moore (1931-2016), Amerikaans gitarist
- Sean A. Moore (1965-1998), Amerikaans fantasy- en sciencefictionschrijver
- Sean Anthony Moore (1968), Brits drummer
- Shannon Moore (1979), Amerikaans worstelaar
- Shemar Moore (1970), Amerikaans acteur en model
- Stanford Moore (1913-1982), Amerikaans biochemicus
- Tara Moore (1992), Brits tennisster
- Tommy Moore (1931-1981), Brits drummer (The Beatles)
- Thomas Moore (1779-1852), Iers dichter, satiricus, politiek propagandist, zanger, songwriter en entertainer
- Thurston Moore (1958), Amerikaans zanger, gitarist en componist
- Titch Moore (1976), Zuid-Afrikaans golfer
- Tom Moore (1920-2021), Brits militair en fondsenwerver
- Tony Moore (1958), Brits zanger, songwriter, muzikant en radiopresentator
- Tony Moore (?), Amerikaans comictekenaar
- Walter Moore (1884-1972), Brits constructeur van motorfietsen
- Agnes Moorehead (1900-1974), Amerikaans actrice
- Jeroen Mooren (1985), Nederlands judoka
- Kirsten Moore-Towers (1992), Canadees kunstschaatsster
- Johnny Moorhouse (1922-1999), Amerikaans autocoureur
- Leontien van Moorsel (1970), Nederlands wielrenster
- Achilles Moortgat (1881-1957), Belgisch beeldhouwer en schilder
- Albert Moortgat (1890-1983), Belgisch brouwer en politicus
- Alfons Moortgat (1881-1962), Belgisch componist en letterkundige
- Antoon Moortgat (1862-927), Belgisch journalist, redacteur, auteur, dramaticus en Vlaams activist
- Gabriëlla Moortgat (1924-2012), Belgisch onderneemster en politica
- Jan Leonardus Moortgat (1841-1920), Belgisch ondernemer en politicus
- Michel Moortgat (1967), Belgisch ondernemer
- Willem van de Moosdijk (1926-2017), Nederlands kwakzalver
- Harry Mooten (1928-1996), Nederlands accordeonist
- Ton Mooy (1948), Nederlands beeldhouwer
- Gerard Mooyman (1923-1987), Nederlands SS-militair

## Mor

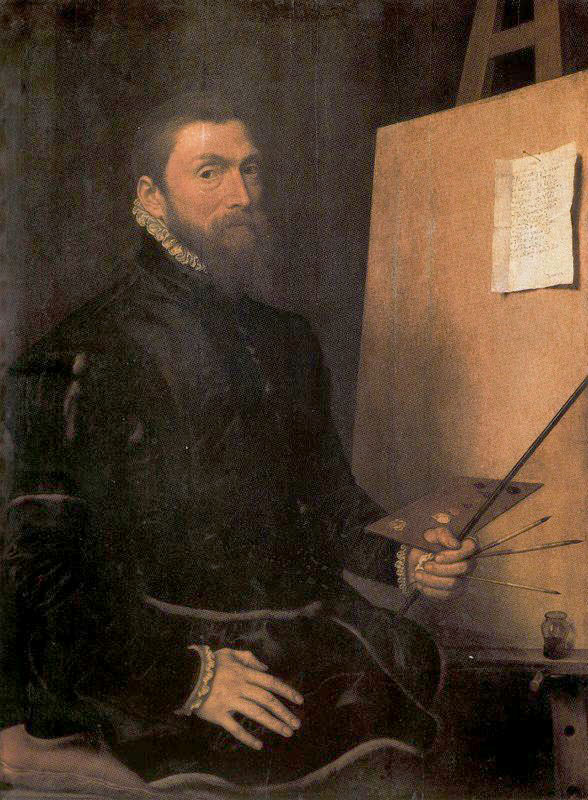
Anthonis Mor van Dashorst

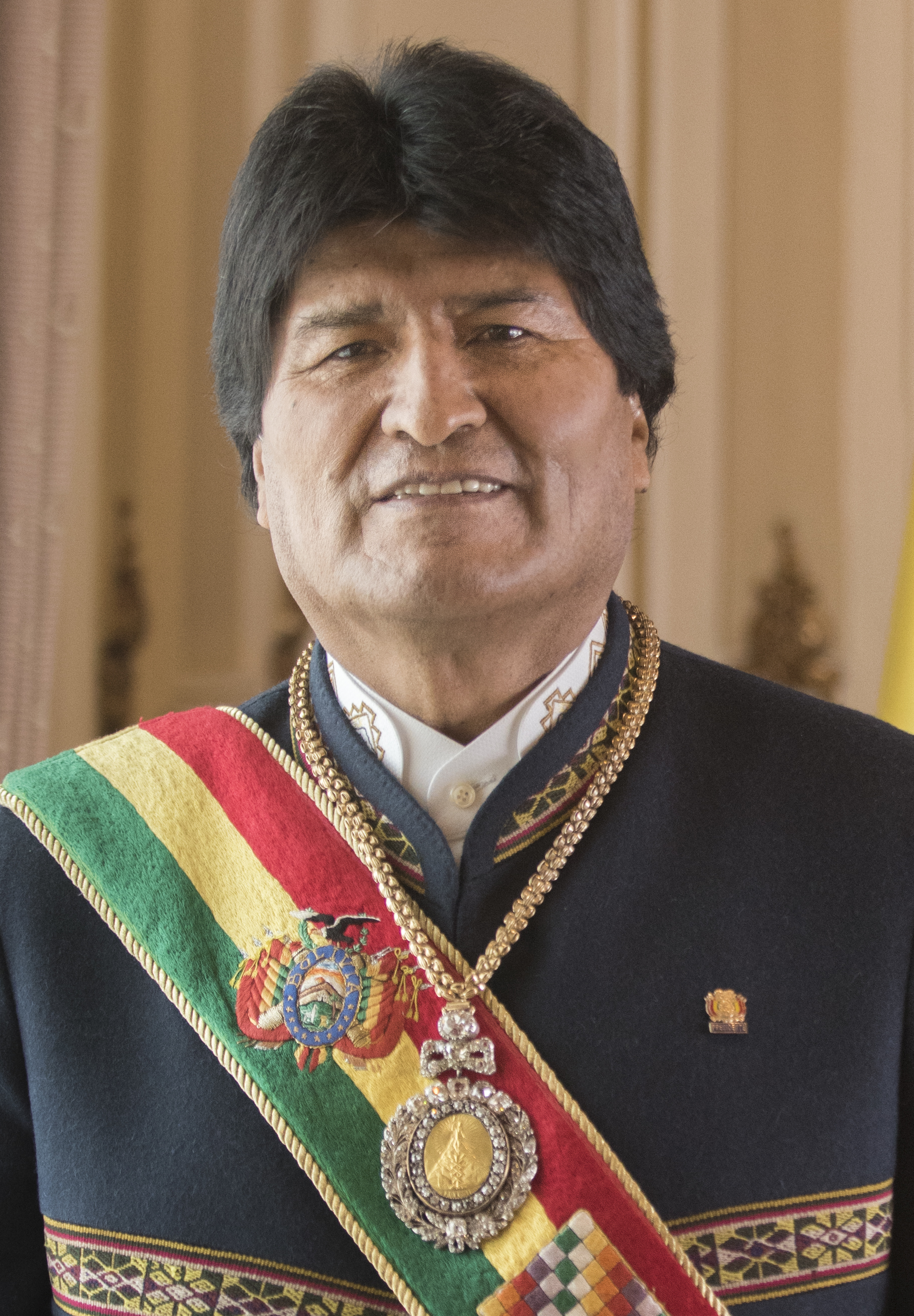
Evo Morales

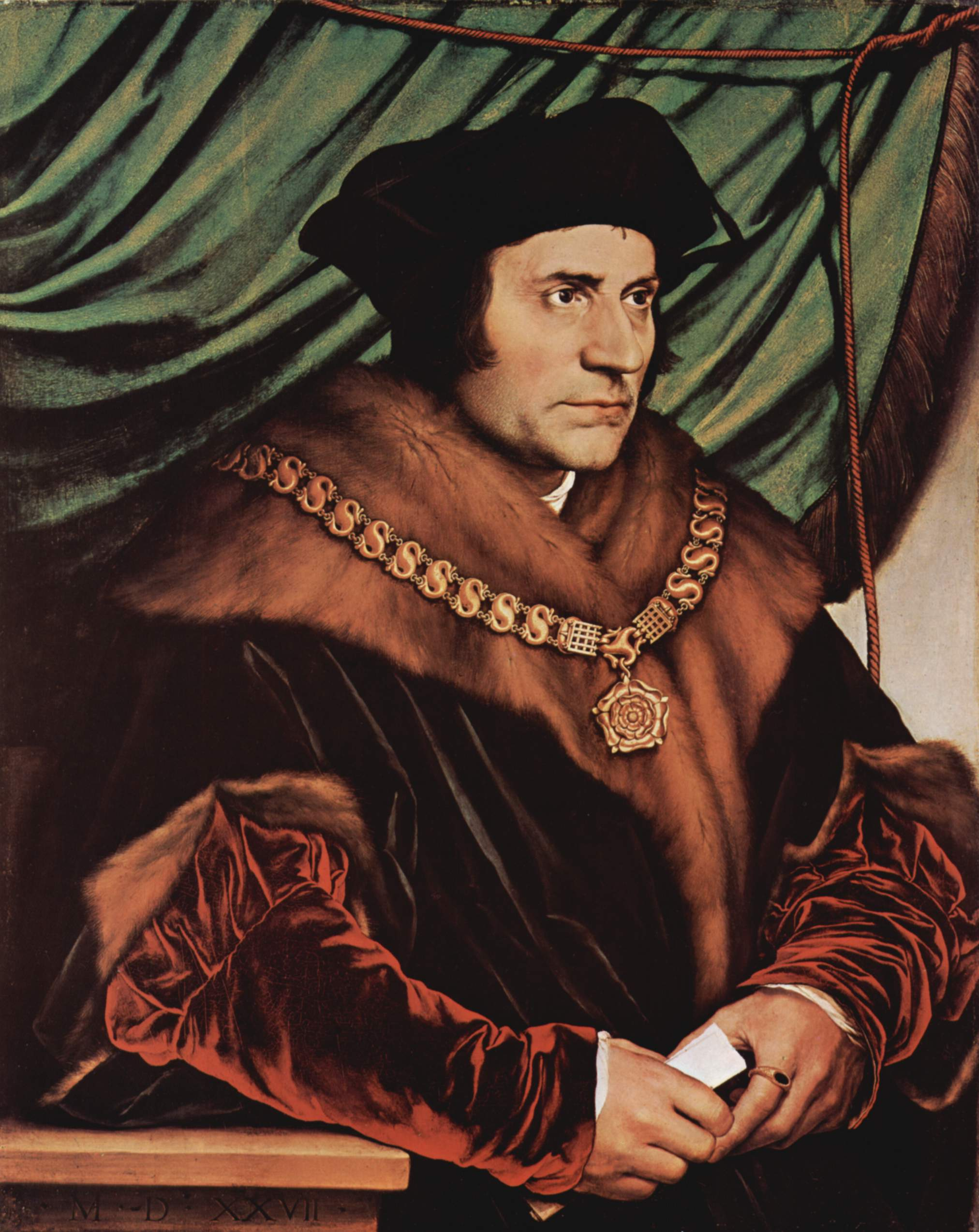
Thomas More

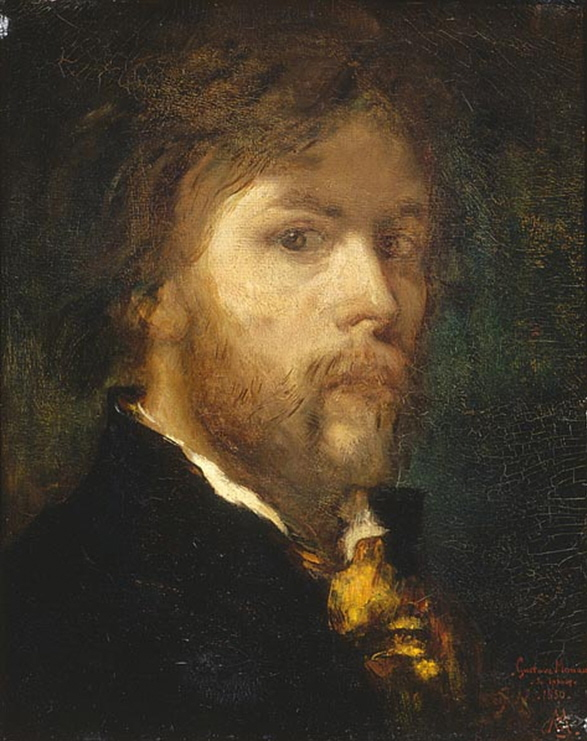
Gustave Moreau (1850)

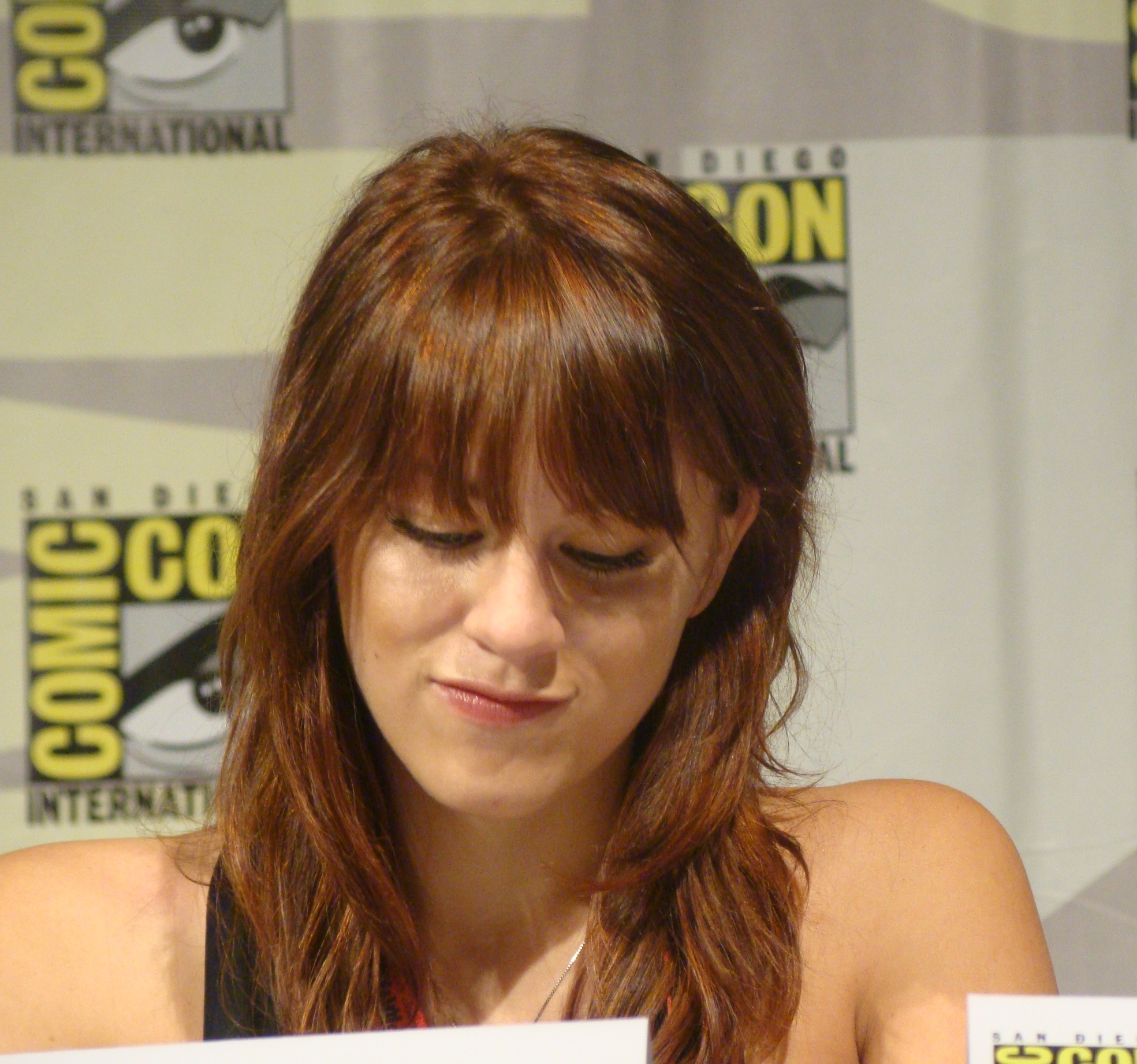
Brit Morgan, 2009

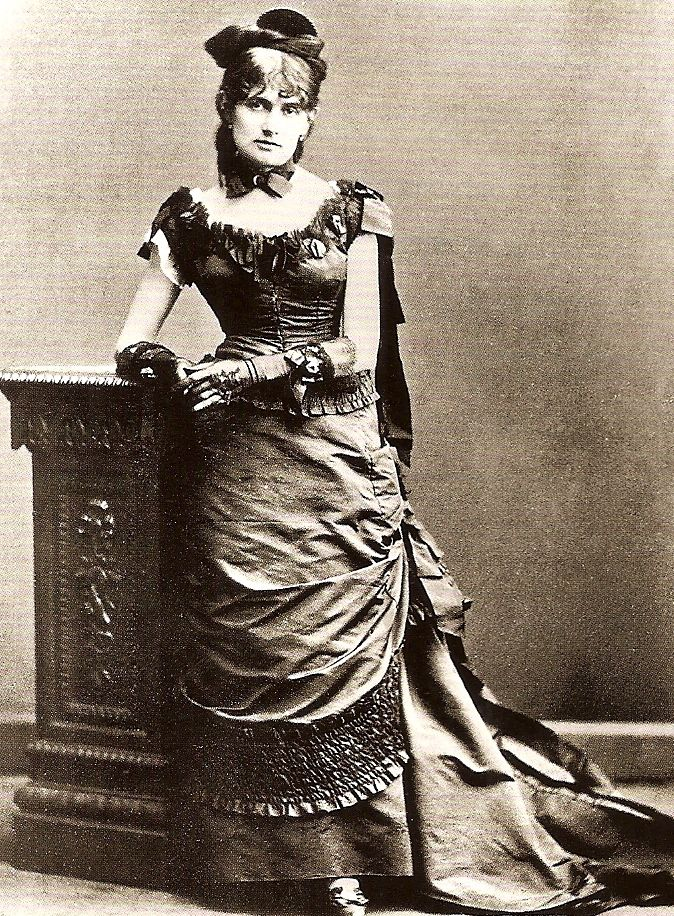
Berthe Morisot (1875)

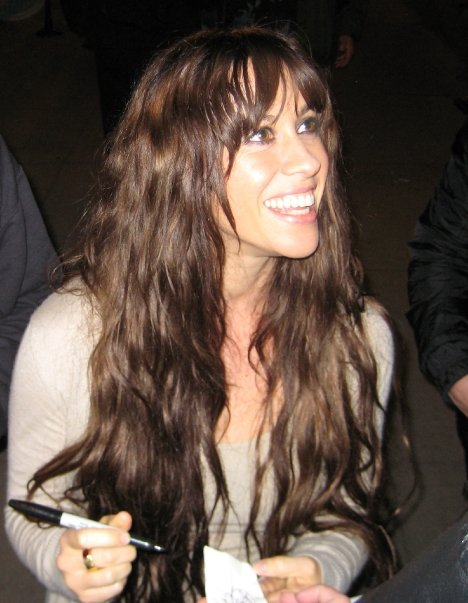
Alanis Morissette

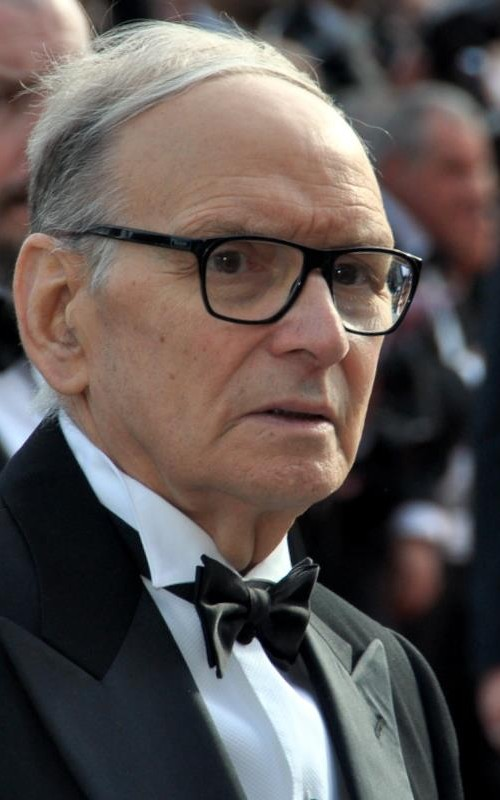
Ennio Morricone

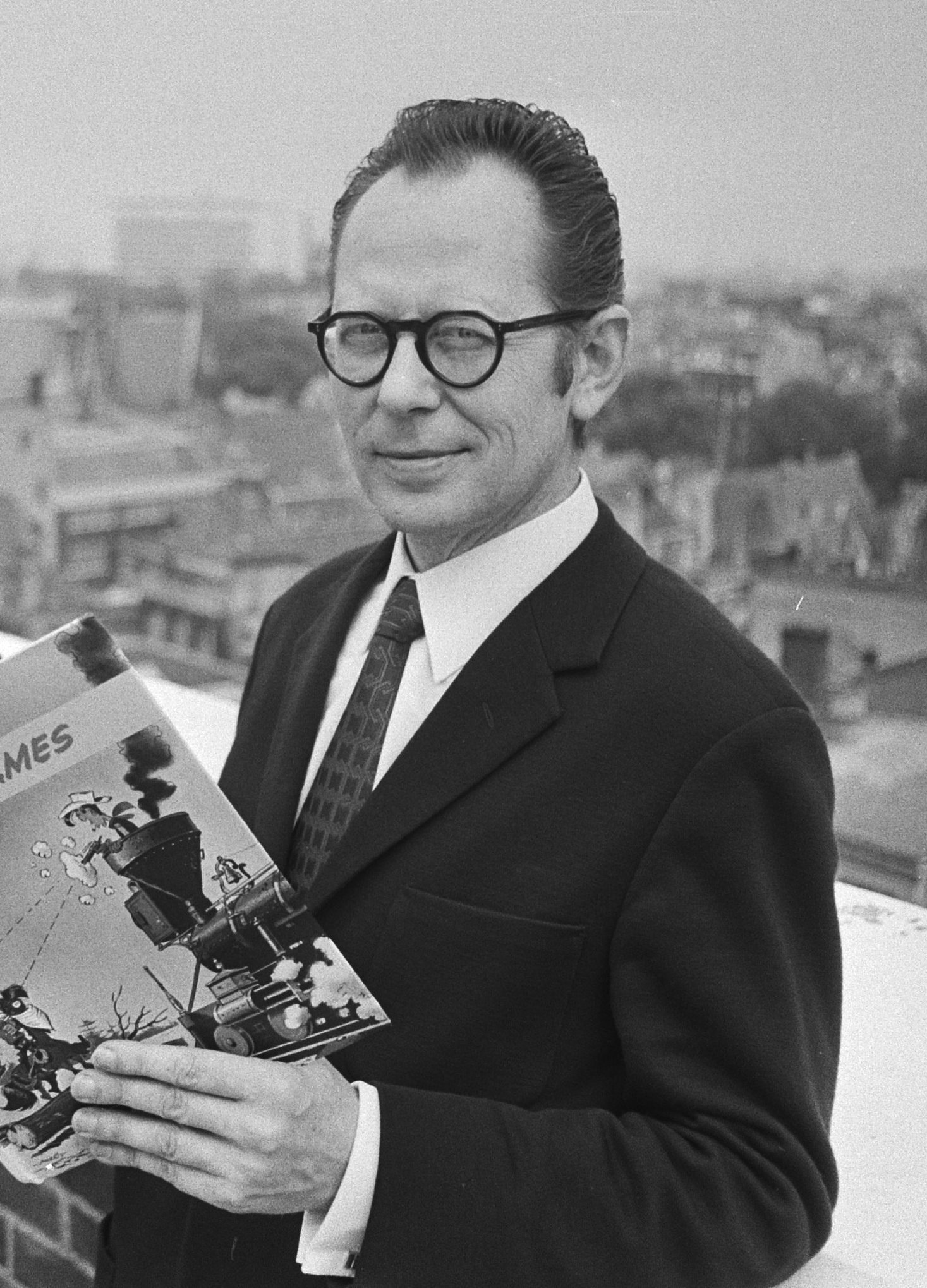
Morris (1971)

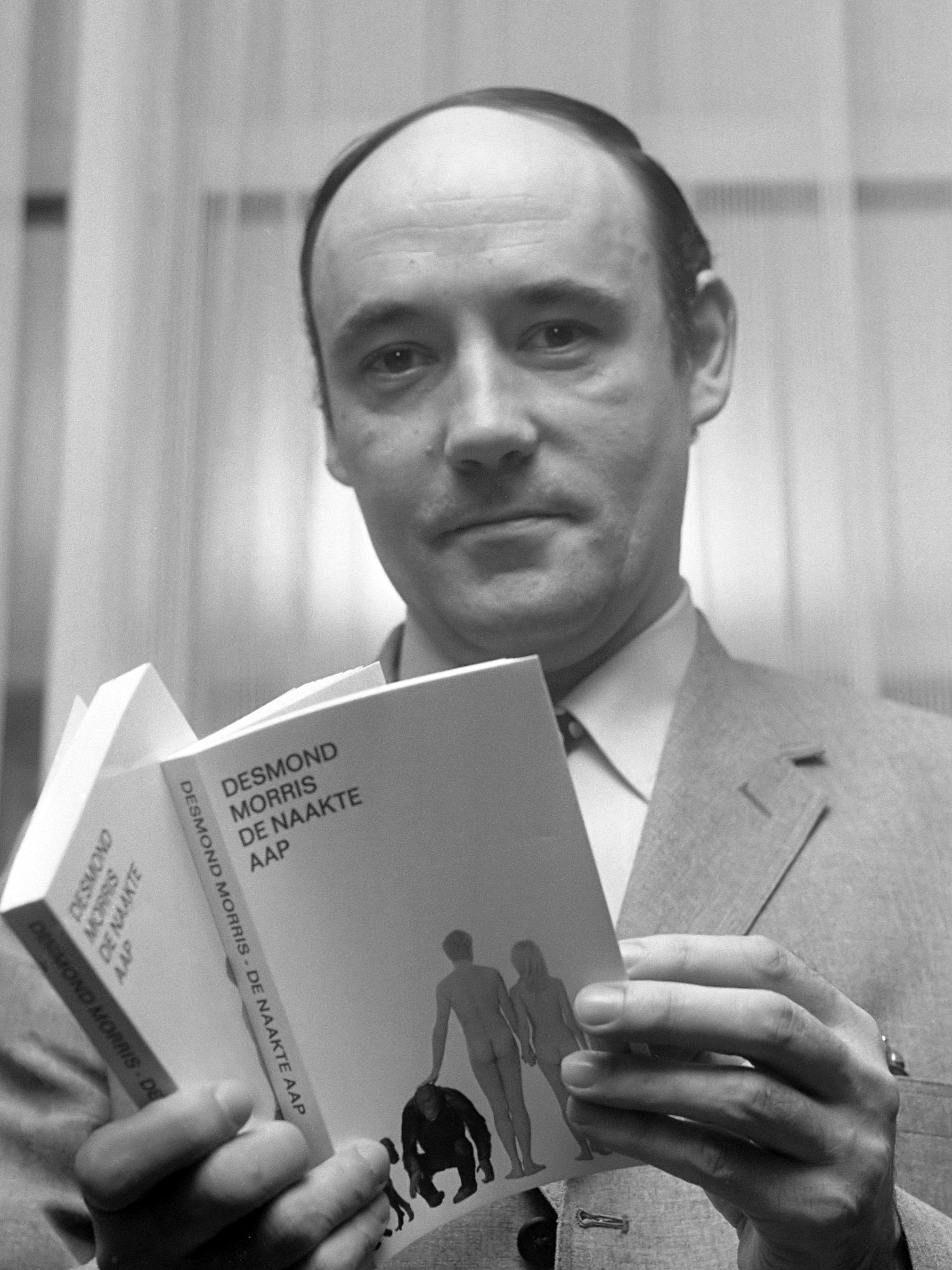
Desmond Morris (1969)

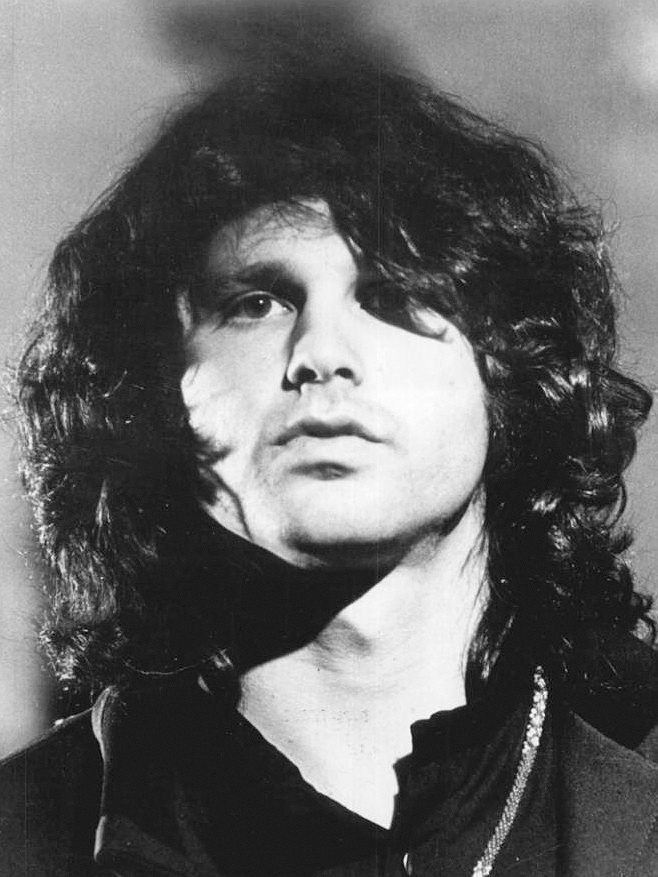
Jim Morrison (1969)

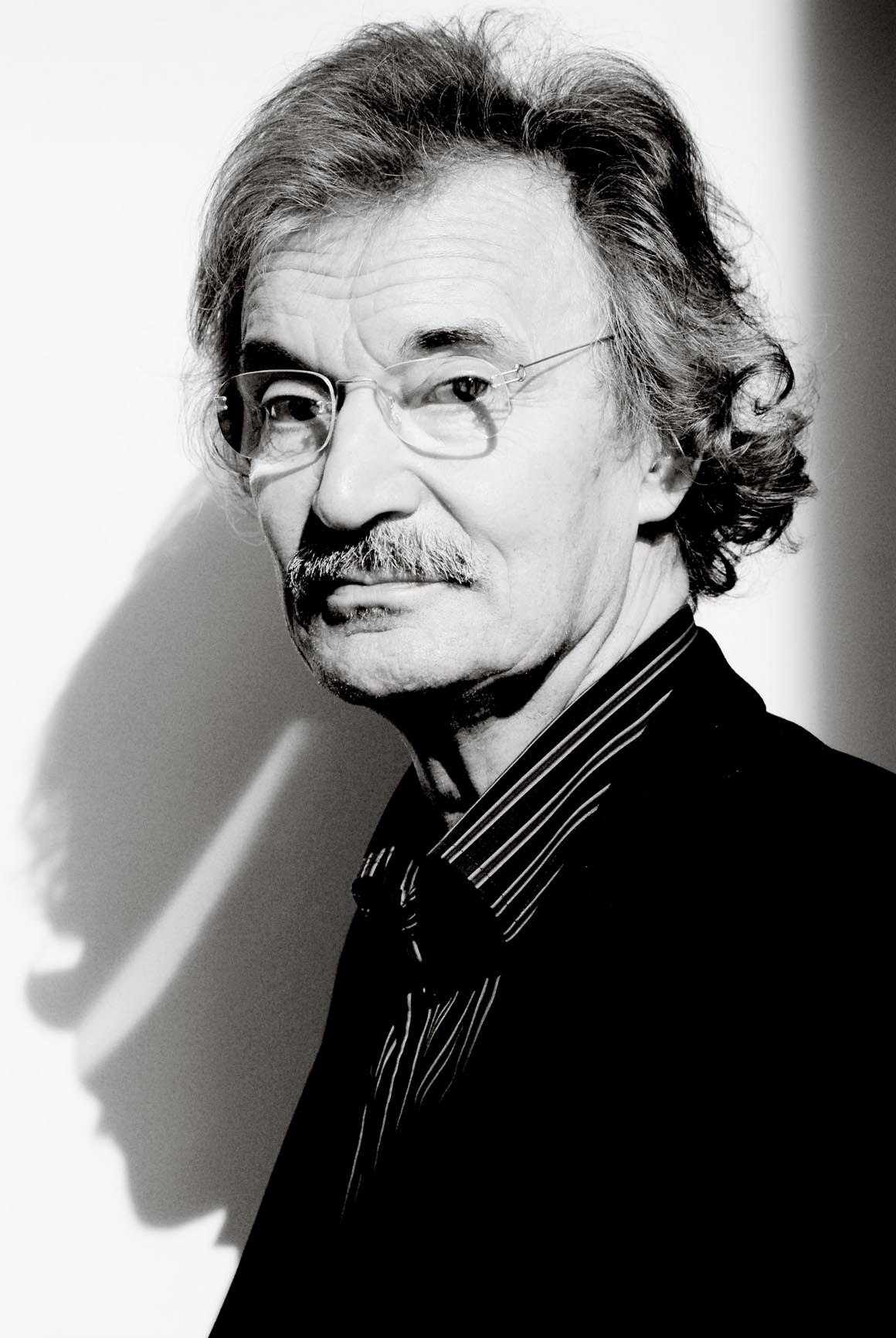
Guy Mortier

- Anthonis Mor van Dashorst (1519-1575), Nederlands kunstschilder
- Danny Mora, Amerikaans acteur
- Francisco Mora (1996), Portugees autocoureur
- Víctor Mora (1931-2016), Spaans stripauteur
- Daniel Morad (1990), Canadees autocoureur
- Jan Moraal (1928-1982), Nederlands schrijver en presentator
- Jacky Morael (1959-2016), Belgisch politicus
- Hattie Morahan (1978), Brits actrice
- Sheridan Morais (1985), Zuid-Afrikaans motorcoureur
- David Morales (1961), Amerikaanse housedj
- Evo Morales (1959), Boliviaans boerenleider en president
- Horacio Morales (1943-2012), Filipijns econoom en politicus
- Julio César Morales (1945-2022), Uruguayaans voetballer
- Luis de Morales (ca.1500-1586), Spaans kunstschilder
- Michael P. Moran (1944-2004), Amerikaans acteur
- Pauline Moran, Brits actrice
- Rocky Moran (1950), Amerikaans autocoureur
- Rocky Moran Jr. (1980), Amerikaans autocoureur
- Tony Moran (1964), Amerikaans dj/producer
- Max Morath (1926-2023), Amerikaans ragtimepianist en componist
- Rosa Morató (1979), Spaans atlete
- Massimo Moratti (1945), Italiaans ondernemer
- Ľubomír Moravčík (1965), Slowaaks voetballer en voetbalcoach
- Martina Moravcova (1976), Slowaaks zwemster
- Miroslav Moravec (1939-2009), Tsjechisch acteur
- Ondřej Moravec (1984), Tsjechisch biatleet
- Franco Morbidelli (1994), Italiaans motorcoureur
- Gianni Morbidelli (1968), Italiaans autocoureur
- Noureddine Morceli (1970), Algerijns atleet
- André Mordant (1946-2017), Belgisch vakbondsbestuurder
- Henri Mordant (1927-1998), Belgisch journalist en politicus
- Tony Mordente (1935-2024), Amerikaans televisieregisseur en acteur
- George More O'Ferrall (1907-1982), Brits regisseur, producent en scenarist
- Kate More (1978), Nederlands pornoactrice
- Thomas More (1478-1535), Engels filosoof
- Alphonse de Moreau (1840-1911), Belgisch politicus
- André Moreau (1935), Belgisch politicus
- Christophe Moreau (1971), Frans wielrenner
- Constant Moreau (1891-1975), Belgisch componist, dirigent en trompettist
- Emilienne Moreau (1898-1971), Frans verzetsstrijder
- Francis Moreau (1965), Frans wielrenner
- Gabin Moreau (1988), Frans rallynavigator
- Georges Moreau (1968), Belgisch muziekpedagoog, dirigent, arrangeur en tubaïst
- Gérard Moreau (1806-1880), Belgisch politicus
- Guillaume Moreau (1983), Frans autocoureur
- Gustave Moreau (1826-1898), Frans schilder
- Guy Moreau (1954), Belgisch atleet
- Jean Victor Marie Moreau (1763-1813), Frans revolutionair generaal
- Jeanne Moreau (1928-2017), Frans actrice
- Louis-Zéphirin Moreau (1824-1901), Canadees geestelijke
- Madeleine Moreau (1928-1995), Frans schoonspringster
- Marcel Moreau (1933-2020), Belgisch schrijver
- Mathurin Moreau (1822-1912), Frans beeldhouwer
- Robert Moreau (1915-2006), Belgisch politicus
- Yolande Moreau (1953), Belgisch comédienne, regisseur en actrice
- Henri Moreau de Melen (1902-1992), Belgisch militair en politicus
- Joseph Moreau de Melen (1912-1997), Belgisch ondernemer en politicus
- Georges Moreau de Tours (1848-1901), Frans kunstschilder
- Brecht Moreels (1987), Belgisch voetballer
- Frank Moreels (1961), Belgisch syndicalist en vakbondsbestuurder
- Melanie Moreels (1973), Belgisch atlete
- Peter Moreels (1969), Belgisch atleet
- Pradel Moreels (1918-2002), Belgisch atleet
- Reginald Moreels (1949), Belgisch politicus
- Sammie Moreels (1965), Belgisch wielrenner
- Vital Moreels (1828-1908), Belgisch ondernemer, mecenas en politicus
- Wouter Moreels (1985), Belgisch voetballer
- Truls Möregårdh (2002), Zweeds tafeltennisser
- Diogo Moreira (2004), Braziliaans motorcoureur
- Sara Moreira (1985), Portugees atlete
- Fatima Moreira de Melo (1978), Nederlands hockeyer en zangeres
- Gaël Morel (1972), Frans filmregisseur, scenarioschrijver en acteur
- Jacky Morel (1932-2020), Belgisch acteur
- Joe Morello (1928-2011), Amerikaans jazzdrummer
- José María Morelos (1765-1815), Mexicaans onafhankelijkheidsstrijder
- Fernando Morena (1952), Uruguayaans voetballer en voetbalcoach
- Abel Moreno Gómez (1944), Spaans componist, musicoloog en dirigent
- Alberto Moreno Pérez (1992), Spaans voetballer
- Carla Moreno (1976), Braziliaans atlete
- Carlos David Moreno Hernandez (1986), Spaans voetballer
- Chino Moreno (1973), Amerikaans muzikant
- Daniel Moreno Fernández (1981), Spaans wielrenner
- Dario Moreno (1921-1968), Turks zanger en acteur
- Federico Moreno Torroba (1891-1982), Spaans dirigent en componist
- Francisco Javier Moreno Ramos (1979), Spaans componist, muziekpedagoog, dirigent en klarinettist
- Gaby Moreno (1981), Guatemalteeks zangeres
- Gerard Moreno Balagueró (1992), Spaans voetballer
- Héctor Moreno (1988), Mexicaans voetballer
- Jaime Moreno (1974), Boliviaans voetballer
- Javi Moreno (1974), Spaans voetballer
- Javier Moreno (1984), Spaans wielrenner
- José Joaquín Moreno Verdú (1975), Spaans voetballer
- José Manuel Moreno (1916-1978), Argentijns voetballer
- Josep Moreno Gans (1897-1976), Spaans componist
- Juan Moreno Fernández (1997), Spaans voetballer
- Juan Carlos Moreno Rodríguez (1975), Spaans voetballer
- Julio Moreno (1995), Ecuadoraans autocoureur
- Julio Alberto Moreno (1958), Spaans voetballer
- Lucio Moreno Quintana (1898-1979), Argentijns rechtsgeleerde en diplomaat
- Luis Antonio Moreno (1970), Colombiaans voetballer
- Manuel Moreno (1959), Spaans golfer
- Manuel Moreno Sánchez (1908-1993), Mexicaans politicus en jurist
- Marcelo Moreno (1987), Boliviaans voetballer
- Nazario Moreno González (1970-2010), Mexicaans drugsbaron
- Rafael Moreno Aranzadi (1892-1921), Spaans voetballer
- Rita Moreno (1931), Puerto Ricaans actrice
- Roberto Pupo Moreno (1959), Braziliaans autocoureur
- Roberto Moreno Salazar (1970), Panamees voetbalscheidsrechter
- Rodrigo Moreno Machado (1991), Braziliaans-Spaans voetballer
- Roland Moreno (1945-2012), Frans wetenschapper
- Tressor Moreno (1979), Colombiaans voetballer
- Yipsi Moreno (1980), Cubaans atlete
- Iderlindo Moreno Freire (1985), Nederlands voetballer
- Mariano Mores (1918-2016), Argentijns componist, dirigent en pianist
- Ratislav Mores (1975), Slowaaks voetballer
- Oscar Moret (1912-2003), Zwitsers componist, muziekpedagoog, dirigent en klarinettist
- Gianpiero Moretti (1940-2012), Italiaans autocoureur
- Chloë Grace Moretz (1997), Amerikaans actrice
- Bill Morey (1919-2003), Amerikaans acteur
- George Morfogen (1933), Amerikaans acteur en filmproducent
- Cristiano Morgado (1979), Zuid-Afrikaans autocoureur
- Billy Morgan (1989), Brits snowboarder
- Brit Morgan (1987), Amerikaans actrice
- Chad Morgan (1973), Amerikaans (stem)actrice
- Cindy Morgan (1961), Amerikaans zangeres en kunstenares, bekend onder het pseudoniem "Cinder Block"
- Dave Morgan (1944), Brits autocoureur
- David Morgan (1994), Australisch zwemmer
- Edwin George Morgan, (1920-2010), Schots dichter en vertaler
- Elaine Morgan (1920-2013), Brits feministisch schrijfster
- Frederick Morgan (1894-1967), Brits militair
- Harry Morgan (1915-2011), Amerikaans acteur
- John Morgan (1930-2025), Amerikaans zeiler
- Julia Morgan (1872-1952), Amerikaans architecte
- Lewis Henry Morgan (1818-1881), Amerikaans etnoloog, socioloog en jurist
- Michèle Morgan (1920-2016), Frans actrice
- Michele Morgan (1970), Amerikaans actrice
- Thomas Hunt Morgan (1866-1945), Amerikaans bioloog
- Trevor Morgan (1986), Amerikaans acteur
- Vanessa Morgan (1992), Canadees actrice
- Maia Morgenstern (1962), Roemeens actrice
- Ljoebov Morgoenova (1971), Russisch atlete
- Manuele Mori (1980), Italiaans wielrenner
- Akiko Morigami (1980), Japans tennisster
- Eduard Mörike (1804-1875), Duits dichter
- Adrien Morillas (1958), Frans motorcoureur
- Elio Morille (1927-1998), Italiaans roeier
- Erick Morillo (1971-2020), Amerikaans dj en producer
- Nikolaj Morilov (1986), Russisch langlaufer
- Tomo Morimoto (1983), Japans atlete
- Felix Moris (1892-1960), Belgisch kunstschilder
- Isao Morishita (1937), Japans motorcoureur
- Berthe Morisot (1841-1895), Frans schilderes
- Alanis Morissette (1974), Canadees zangeres en liedjesschrijfster
- Tomomi Morita (1984), Japans zwemmer
- Edward Morley (1838-1923), Amerikaans natuur- en scheikundige
- Karen Morley (1909-2003), Amerikaans actrice
- Thomas Morley (1557-1602), Brits componist
- Ivica Mornar (1974), Kroatisch voetballer
- Helmer Mörner (1895-1962), Zweeds ruiter
- Jaime Morón (1950-2005), Colombiaans voetballer
- Oleksandr Moroz (1944), Oekraïens politicus
- Aleksandr Morozevitsj (1977), Russisch schaker
- Igor Morozov (1989), Ests voetballer
- Nikolaj Morozov (1975), Russisch kunstschaatser en schaatscoach
- Savva Morozov (1852-1905?), Russisch zakenman
- Sergej Morozov (1988), Russisch atleet
- Stanislav Morozov (1979), Russisch kunstschaatser
- Vladimir Morozov (1992), Russisch kunstschaatser
- Vladimir Morozov (1992), Russisch zwemmer
- Paul Morphy (1837-1884), Amerikaans schaker
- Alfred Morpurgo (1899-1973), Surinaams journalist en politicus
- Leo Morpurgo (1924-2013), Surinaams journalist en hoofdredacteur
- Édouard Morren (1833-1886), Belgisch botanicus
- François Morren (1899-1985), Belgisch atleet
- Rob Morren (1968-2021), Nederlands kunstschilder
- Ennio Morricone (1928-2020), Italiaans musicus
- Adriaan Morriën (1912-2002), Nederlands dichter
- Morris (1923-2001), Belgisch striptekenaar (Maurice de Bevere)
- Andre Morris (1972), Amerikaans atleet
- Brennan Morris (1990), Amerikaans zwemmer
- David Morris (1984), Australisch freestyleskiër
- Desmond Morris (1928), Engels zoöloog, publicist, kunstschilder, televisiepresentator en -programmamaker
- Garrett Morris (1937), Amerikaans acteur en komiek
- Glenn Morris (1912-1974), Amerikaans atleet
- Haviland Morris (1959), Amerikaans actrice
- Phil Morris (1959), Amerikaans acteur en scenarioschrijver
- Robert Morris jr., (1734-1806), Engels-Amerikaans zakenman en senator, geldschieter van de kolonisten ten tijde van de Amerikaanse Onafhankelijkheidsoorlog
- Robert Morris (1931-2018), Amerikaans kunstenaar en kunstcriticus
- Robert L. Morris (1942-2004) (Bob Morris), Brits psycholoog en parapsycholoog
- Robert Daniel Morris (1943), Brits componist en muziekpedagoog
- Robert Tappan Morris (1965), Amerikaans computerwetenschapper en ondernemer, maker van de eerste worm op het internet
- Sandi Morris (1992), Amerikaans atlete
- Sarah Jane Morris (1959), Engels pop-, rock-'n-roll-, jazz- en R&B-zangeres en songwriter
- Sarah Jane Morris (1977), Amerikaans actrice
- Seb Morris (1995), Welsh autocoureur
- William Morris (1834-1896), Amerikaans activist en schrijver
- Barbara Morrison (1949-2022), Amerikaans jazz- en blueszangeres
- Denny Morrison (1985), Canadees schaatser
- Herbert Morrison (1905-1989), Amerikaans radioverslaggever
- Jim Morrison (1943-1971), Amerikaans zanger
- Jon Morrison, Schots acteur
- Natasha Morrison (1992), Jamaicaans atlete
- Robert Morrison (1782-1834), Brits zendeling
- Robert Morrison (1902-1980), Brits roeier
- Shelley Morrison (1936-2019), Amerikaans actrice
- Toni Morrison (1931-2019), Amerikaans schrijfster en Nobelprijswinnaar
- Walter Frederick Morrison (1920-2010), Amerikaans uitvinder van de Frisbee
- Bobby Morrow (1935-2020), Amerikaans atleet
- Kirby Morrow (1973-2020), Canadees stemacteur, scenarioschrijver en komiek
- Jorien ter Mors (1989), Nederlands shorttrackster en langebaanschaatsster
- Frank Morse (1921-1994), Amerikaans politicus en diplomaat
- Robert Morse (1931-2022), Amerikaans acteur
- Samuel Morse (1791-1872), Amerikaans uitvinder van onder meer de morsecode
- Mohamed Morsi (1951), Egyptisch politicus
- Edoardo Mortara (1987), Italiaans autocoureur
- Saeed Mortazavi, Iraans jurist en officier van justitie
- Jan van de Mortel (1880-1947), Nederlands jurist en politicus
- August Mortelmans (1904-1985), Belgisch wielrenner
- Frank Mortelmans (1898-1986), Belgisch kunstschilder
- Frans Mortelmans (1865-1936), Belgisch kunstschilder
- Hans Mortelmans (1970), Belgisch zanger en muzikant
- Ivo Mortelmans (1901-1984), Belgisch componist, dirigent, muziekpedagoog, organist en muziekcriticus
- Jan Mortelmans (1964), Belgisch politicus
- Kamiel Mortelmans (1946-2017), Belgisch-Nederlands rechtsgeleerde
- Lodewijk Mortelmans (1868-1952), Belgisch musicus en componist
- Mathieu Mortelmans (1985), Belgisch regisseur en scenarioschrijver
- Dale Mortensen (1939-2014), Amerikaans econoom
- Leif Mortensen (1947), Deens wielrenner
- Malene Mortensen (1982), Deens zangeres
- Viggo Mortensen (1958), Amerikaans acteur
- Daniël Mortier (1934-2002), Vlaams sportjournalist
- Erwin Mortier (1965), Vlaams schrijver
- Gerard Mortier (1943-2014), Belgisch opera-intendant
- Guy Mortier (1943), Vlaams journalist en televisiefiguur
- Jacques Mortier (1949), Belgisch atleet
- Joke Mortier (1978), Belgisch atlete
- Marc Mortier (1948-2004), Belgisch ondernemer en voormalig gedelegeerd bestuurder van Flanders Expo
- Odilon Mortier (1931-2012), Vlaams acteur, dirigent, moppentapper en carnavalsfiguur
- Angela Mortimer (1932), Brits tennisster
- Alexander Morton (1945), Schots (stem)acteur
- Amy Morton (1958-1959), Amerikaans actrice
- Everett Morton (1950-2021), Brits drummer en percussionist
- Robin Morton ( 1939-2021), Noord-Iers folkmuzikant
- Sarah Morton, Nederlands schrijfster
- Werner Mory (1954), Belgisch atleet

## Mos

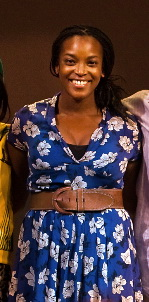
Wunmi Mosaku, 2010

- Dimitry Mosa (1978), Russisch zanger
- Wunmi Mosaku (1986), in Nigeria geboren Brits actrice.
- Gastone Moschin (1929-2017), Italiaans acteur
- Mireya Moscoso (1946),Panamees presidente
- Ivan Moscovich (1926), Joegoslavisch bedenker van raadsels en puzzels
- Dylan Moscovitch (1984), Canadees kunstschaatser
- Leonid Mosejev (1951), Sovjet-Russisch/Russisch atleet
- Aldo Moser (1934-2020), Italiaans wielrenner
- Angelica Moser (1997), Zwitsers atlete
- Edvard Moser (1962), Noors psycholoog en Nobelprijswinnaar
- Enzo Moser (1940-2008), Italiaans wielrenner
- Francesco Moser (1951), Italiaans wielrenner
- Hans Moser (1880-1964), Oostenrijks filmacteur
- Hans Moser (1901-1974), Zwitsers ruiter
- Leonardo Moser (1984), Italiaans wielrenner
- May-Britt Moser (1963), Noors psychologe en Nobelprijswinnares
- Moreno Moser (1990), Italiaans wielrenner
- Silvio Moser (1941-1974), Zwitsers autocoureur
- Ed Moses (1980), Amerikaans zwemmer
- Edwin Moses (1955), Amerikaans atleet
- Senta Moses (1973), Amerikaans actrice
- Rudolph Moshammer (1940-2005), Duits modeontwerper
- Susan Mosher, Amerikaans actrice en scenarioschrijfster
- Noeki André Mosis (1954), Surinaams dichter, percussionist, beeldend kunstenaar, Surinamist, toneelschrijver, regisseur en acteur
- Kazimierz Moskal, Pools voetballer
- Svetlana Moskalets (1969), Russisch atlete
- Ksenia Moskvina (1989), Russisch zwemster
- Tamara Moskvina (1941), Russisch kunstschaatsster en coach
- Hermann Mosler (1912-2001), Duits rechter
- Max Mosley(1940-2021), Brits autocoureur en voorzitter van de FIA
- Michael Mosley (1978), Amerikaans acteur
- Roger Earl Mosley (1938-2022), Amerikaans acteur
- Oswald Mosley (1896-1980), Brits politicus
- Sergei Mošnikov (1988), Ests voetballer
- Moses Mosop (1985), Keniaans atleet
- Pedro Mosquera (1988), Spaans voetballer
- Marie Mosquini (1899-1983), Amerikaans filmactrice
- Bill Moss (1933), Brits autocoureur
- Cullen Moss, Amerikaans (stem)acteur
- Julie Moss (1958), Amerikaans triatlete en atlete
- Paige Moss (1973), Amerikaans actrice
- Stirling Moss (1929-2020), Brits autocoureur
- Karim Mossaoui (1988), Nederlands voetballer
- Ebon Moss-Bachrach (1978), Amerikaans acteur
- Rudolf Mössbauer (1929-2011) Duits natuurkundige en Nobelprijswinnaar
- Luke Mossey (1992), Brits motorcoureur
- Abe Most (1920-2002), Amerikaans klarinettist, altsaxofonist en fluitist
- Hennie van der Most (ca. 1950), Nederlands ondernemer
- Sam Most (1930-2013), Amerikaans musicus
- Annette van der Most-de Ridder (ca. 1940), Nederlands politicus
- Josh Mostel (1946), Amerikaans acteur
- Maria Mosterd (1989), Nederlands misdaadslachtoffer, ex-prostituee en publiciste
- Heinz Mostert (1949), Duits voetballer
- Aleksandr Mostovoj (1968), Russisch voetballer
- Bram Moszkowicz (1960-), Nederlands advocaat
- Max Moszkowicz sr. (1926-2022), Nederlands advocaat en columnist
- Robert Moszkowicz (1953), Nederlands advocaat, jurist en belastingadviseur

## Mot
- Rosa Mota (1958), Portugees atlete
- Motecuhzoma Ilhuicamina (?-1469), Azteeks vorst
- Motecuhzoma Xocoyotzin (1466-1520), Azteeks vorst
- Cydonie Mothersille (1978), atlete van de Kaaimaneilanden
- Satoshi Motoyama (1971), Japans autocoureur
- Manouchehr Mottaki (1953), Iraans diplomaat en politicus
- Gilbert Mottard (1926-2011), Belgisch politicus
- Friedrich de la Motte-Fouqué (1777-1843), Duits schrijver
- Ben Mottelson (1926-2022), Deens-Amerikaans natuurkundige en Nobelprijswinnaar
- Earl Motter (1919-1992), Amerikaans autocoureur
- Mia Mottley (1965), Barbadiaans politica en minister-president
- Craig Mottram (1980), Australisch atleet
- Jonathan Motzfeldt (1938-2010), Groenlands premier

## Mou

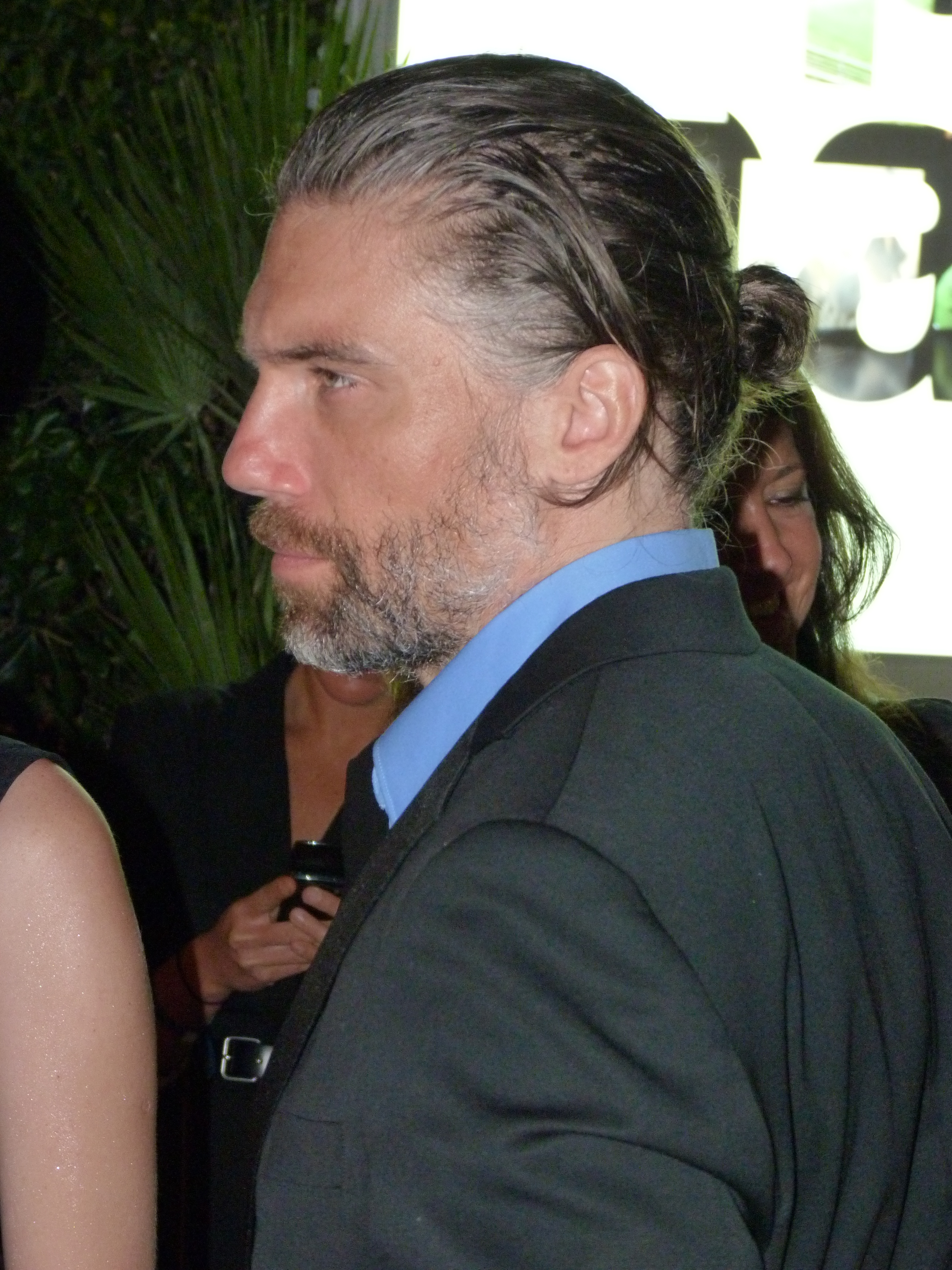
Anson Mount 2011

- Hady Mouallem (19?), Nederlands jazzviolist
- Augustin Mouchot (1825-1912), Frans uitvinder
- David Moufang (1966), Duits danceproducer
- Tarik Moukrime (1992), Belgisch atleet
- Bob Mould (1961), Amerikaans muzikant
- David Moule-Evans (1905-1988), Engels componist en dirigent
- Coen Moulijn (1937-2011), Nederlands voetballer
- Alex Moulton (1920-2012), Brits ingenieur en uitvinder
- Emmanuel Mounier (1905-1950), Frans filosoof
- Hubert Mounier (1962-2016), Frans zanger en muzikant
- Anson Mount (1973), Amerikaans acteur
- Alexander Mountbatten (1886-1960), Engels kleinzoon van koningin Victoria
- Louis Mountbatten (1900-1979), Engels 1e graaf Mountbatten van Birma
- Pamela Mountbatten (1929), Engels dochter van Louis Mountbatten
- Philip Mountbatten (1921-2021), Brits prins-gemaal
- Ana Moura (1979), Portugees zangeres
- Paulo Moura (1933-2010), Braziliaans klarinettist en saxofonist
- Joseph "Jeff" Moureau (1921-2020), Belgisch gevechtspiloot
- Charles Moureaux (1902-1976), Waals/Brussels politicus
- Philippe Moureaux (1939-2018), Belgisch minister
- Serge Moureaux (1934), Brussels politicus
- Cécile Mourer-Chauviré (1939), Frans paleontologe en geologe
- Hassan Mourhit (1982), Marokkaans/Belgisch atleet
- Mohammed Mourhit (1970), Marokkaans/Belgisch atleet
- Gerrit Hendrik van Mourik Broekman (1875-1948), Nederlands civiel ingenieur en hoogleraar
- José Mourinho (1963), Portugees voetbalcoach
- Juan Camilo Mouriño (1971-2008), Mexicaans politicus
- Mary Mouser (1996), Amerikaans actrice
- Eddie Moussa (1984-2010), Zweeds voetballer
- Mansa Moussa (?-1337), koning van het Koninkrijk Mali
- Mustapha Moussa (1962-2024), Algerijns bokser
- Mousse T. (1966), Duits dj en muziekproducent
- Joaquim Moutinho (1951-2019), Portugees rallyrijder
- Alphonse Mouzon (1948-2016), Amerikaans percussionist en acteur

## Mov
- Daniil Move (1985), Russisch autocoureur

## Mow
- Johan Ludwig Mowinckel (1870-1943), Noors politicus
- Ragnhild Mowinckel (1992), Noors alpineskiester

## Mox
- Osbourne Moxey (1978), Bahamaans atleet

## Moy
- Bill Moyers (1934-2025), Amerikaans journalist en nieuwscommentator
- Jojo Moyes (1969), Britse schrijfster van chicklit
- Heather Moyse (1978), Canadees bobsleester en atlete

## Moz

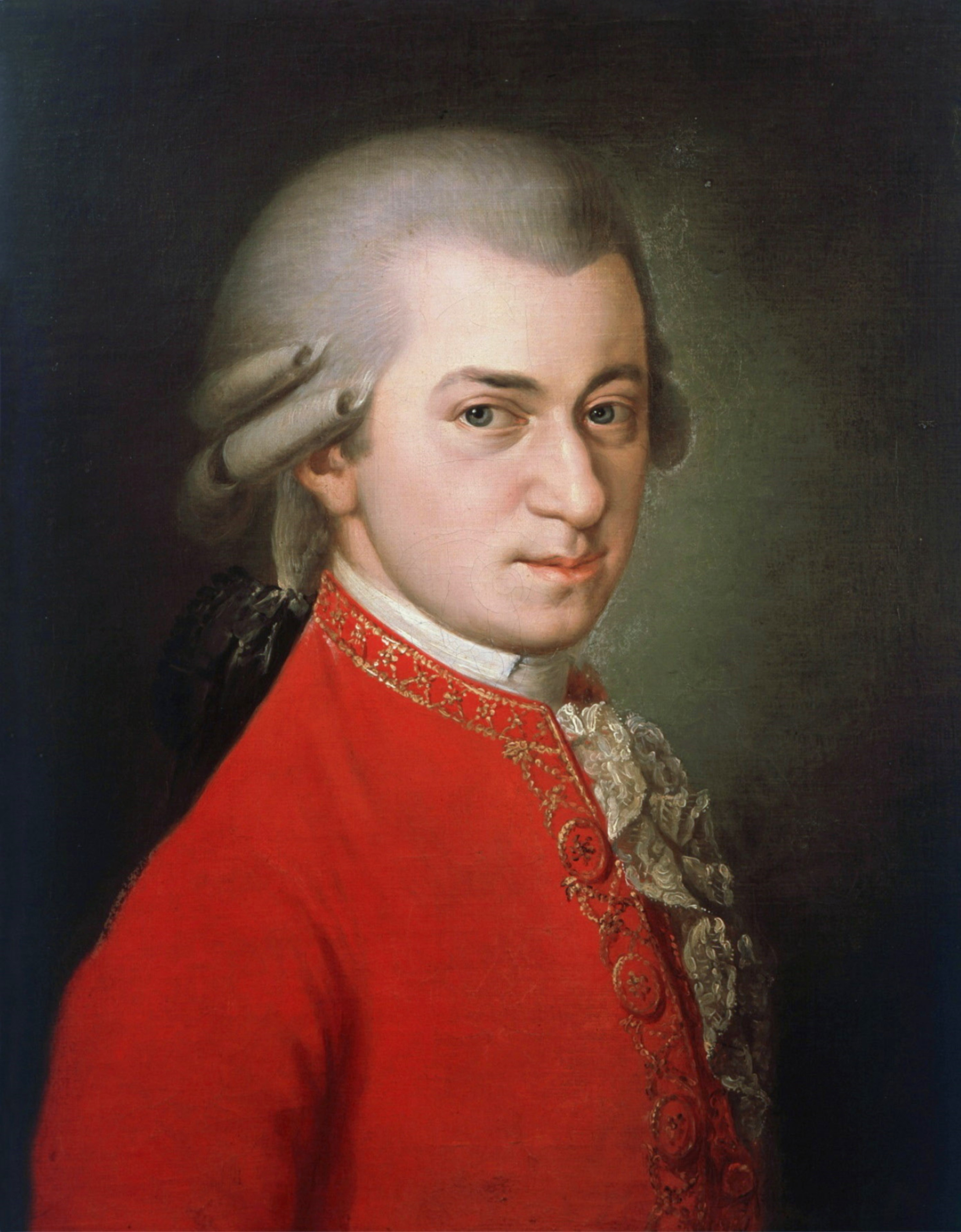
Wolfgang Amadeus Mozart

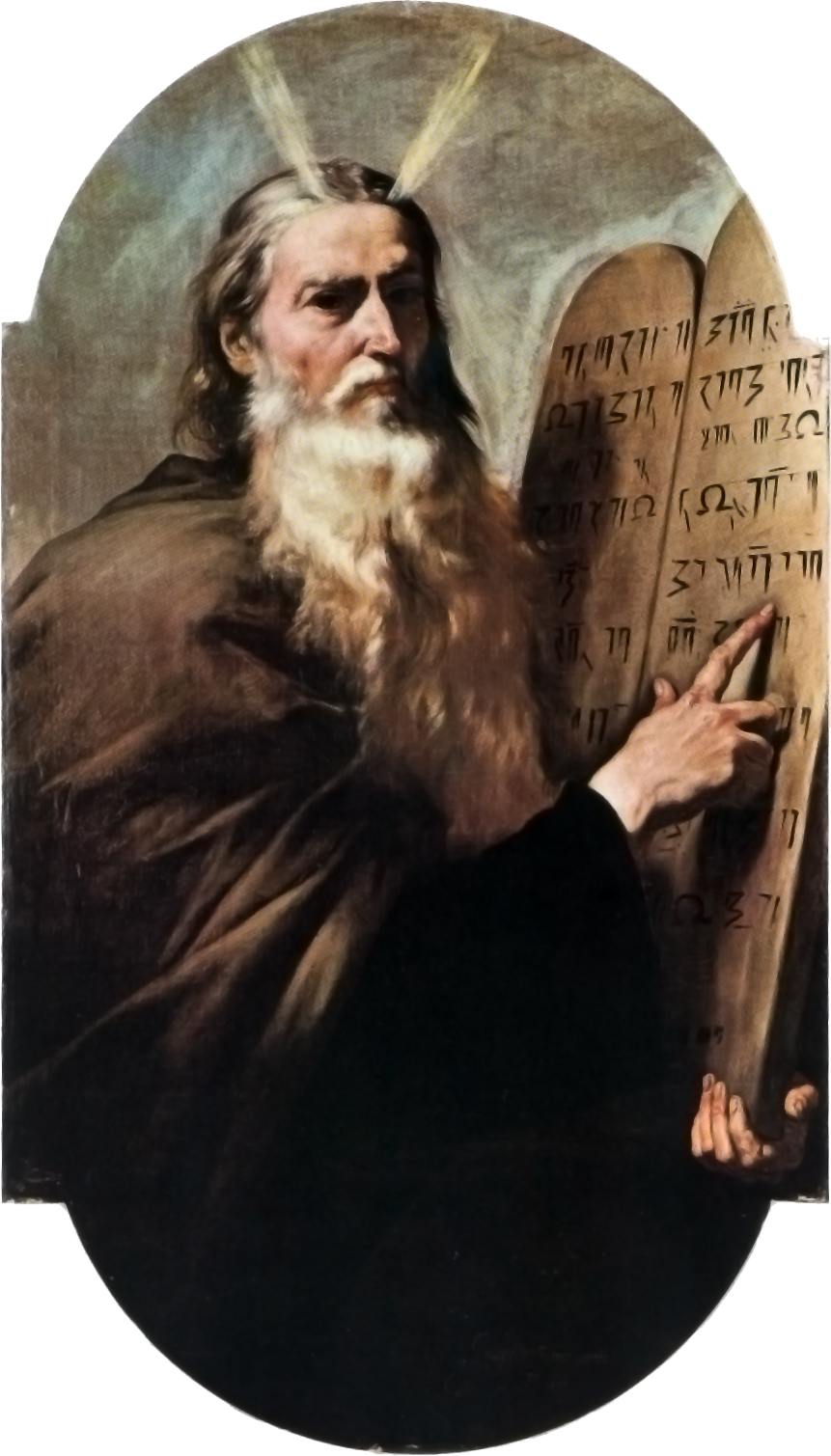
Mozes

- Leopold Mozart (1719-1787), Duits-Oostenrijks componist en violist, vader van Wolfgang Amadeus
- Wolfgang Amadeus Mozart (1756-1791), Oostenrijks componist, pianist en dirigent
- Mozes (2e millennium v.Chr.), Israëlitisch leider